# Whitney Houston
Whitney Elizabeth Houston (Newark, New Jersey, 1963. augusztus 9. – Beverly Hills, Kalifornia, 2012. február 11.) hatszoros Grammy-díjas és Primetime Emmy-díjas amerikai énekesnő, színésznő. Beceneve The Voice („a Hang”), a zenetörténet egyik legjobb énekesnőjeként tartják számon. Houston minden idők egyik legsikeresebb előadója, több mint 220 millió eladott lemezzel világszerte. Számos énekesre volt hatással a zeneiparban, és híres volt erőteljes, soulos énekhangjáról, vokális improvizációs képességeiről, a gospel éneklési technikák popzenében való alkalmazásáról és élő produkcióiról. Houston 11 első helyezést ért el az amerikai Billboard Hot 100-as listáján, és ő az egyetlen előadó, akinek ez egymás után hétszer sikerült. Elismerései között nyolc Grammy-díj, 16 Billboard Music Awards-díj, két Emmy-díj és 30 Guinness-rekord szerepel. Houstont beiktatták a Grammy Hall of Fame-be (kétszer), a Rock and Roll Hall of Fame-be, a National Rhythm & Blues Hall of Fame-be, a Georgia Music Hall of Fame-be, a New Jersey Hall of Fame-be és a Kongresszusi Könyvtár Nemzeti Hangfelvétel Nyilvántartásába is felvették.
Houston gyerekként kezdett el énekelni a New Hope Baptista Templomban Newarkban, New Jerseyben, és a középiskolában háttérénekes lett. Ő volt az egyik első fekete nő, aki a Seventeen címlapján szerepelt, miután 1981-ben tinimodell lett. Az Arista Records elnökének, Clive Davisnek az útmutatásaival Houston 19 évesen leszerződött a kiadóhoz. Első két stúdióalbuma, a Whitney Houston (1985) és a Whitney (1987) egyaránt első helyen végzett a Billboard 200-as listáján, és minden idők legkelendőbb albumai közé tartoznak. Az albumokról származó slágerek, köztük a How Will I Know, a Greatest Love of All és az I Wanna Dance with Somebody (Who Loves Me) katalizátorként alapozta meg a fekete női előadók elfogadottságát az MTV-nél. Harmadik stúdióalbuma, az I’m Your Baby Tonight (1990) két Billboard Hot 100-as listavezető kislemezt hozott, a címadó dalt és az All the Man That I Need címűt. Houston The Star-Spangled Banner (amerikai himnusz) előadása a Super Bowl XXV-n 1991-ben széleskörű médiavisszhangot kapott.
Houston a Több mint testőr (1992) című romantikus thrillerben debütált színészként, amely vegyes kritikái ellenére a tizedik legtöbb bevételt hozó film lett akkoriban. Filmzenéje elnyerte Az év albumának járó Grammy-díjat, és máig minden idők legkelendőbb filmzenei albuma. Több sláger is született róla, köztük az I Have Nothing, az I’m Every Woman és az I Will Always Love You; az utóbbi elnyerte Az év felvételének járó Grammy-díjat, 14 hétig vezette a Billboard Hot 100 listáját, és a zenetörténet legkelendőbb női kislemeze lett. Ezt követően szerepelt Az igazira várva (1995) és a Kinek a papné (1996) című filmekben, és ő vette fel a filmek soundtrackjét is; előbbin szerepelt utolsó Billboard Hot 100-as listavezető dala, a Exhale (Shoop Shoop), míg az utóbbi, amelynek producere maga Houston volt, minden idők legkelendőbb gospelalbumává vált. Filmproducerként olyan multikulturális filmeket és sorozatokat készített, mint a Hamupipőke (1997), a Neveletlen hercegnő és a Párduclányok.
Houston nyolc év utáni első stúdióalbuma, a My Love Is Your Love (1998) számos slágerlistás kislemezt hozott, köztük a címadó dalt, a Heartbreak Hotel-t, az It’s Not Right But It’s Okay-t és az Oscar-díjas Mariah Carey-duettet, a When You Believe-t. A sikert követően 2001-ben 100 millió dollárért megújította szerződését az Aristával, ami minden idők egyik legnagyobb lemezszerződése. Személyes problémái azonban kezdték beárnyékolni karrierjét. 2002-es stúdióalbuma, a Just Whitney vegyes kritikákat váltott ki, míg drogfogyasztása és Bobby Brown énekessel kötött viharos házassága széles körű médiavisszhangot kapott. Miután elvált Browntól, Houston visszatért a Billboard 200-as lista élére utolsó stúdióalbumával, az I Look to You-val (2009). 2012 februárjában Houston belefulladt egy fürdőkádba a Beverly Hilton hotelben Beverly Hillsben, amihez szívbetegsége és kokainhasználata is hozzájárult. Halálának híre egybeesett a 2012-es Grammy-díjátadóval, amelyet a halála másnapján rendeztek meg Los Angelesben, és amelyről nemzetközileg is beszámoltak. Életét és karrierjét a 2022-es I Wanna Dance with Somebody – A Whitney Houston-film című életrajzi filmben mutatták be. Vagyona 250 millió dollárt tett ki, amelyet 25 éves pályafutása alatt szerzett.

## Élete és pályafutása

### 1963–1977: Gyermekkora és családja

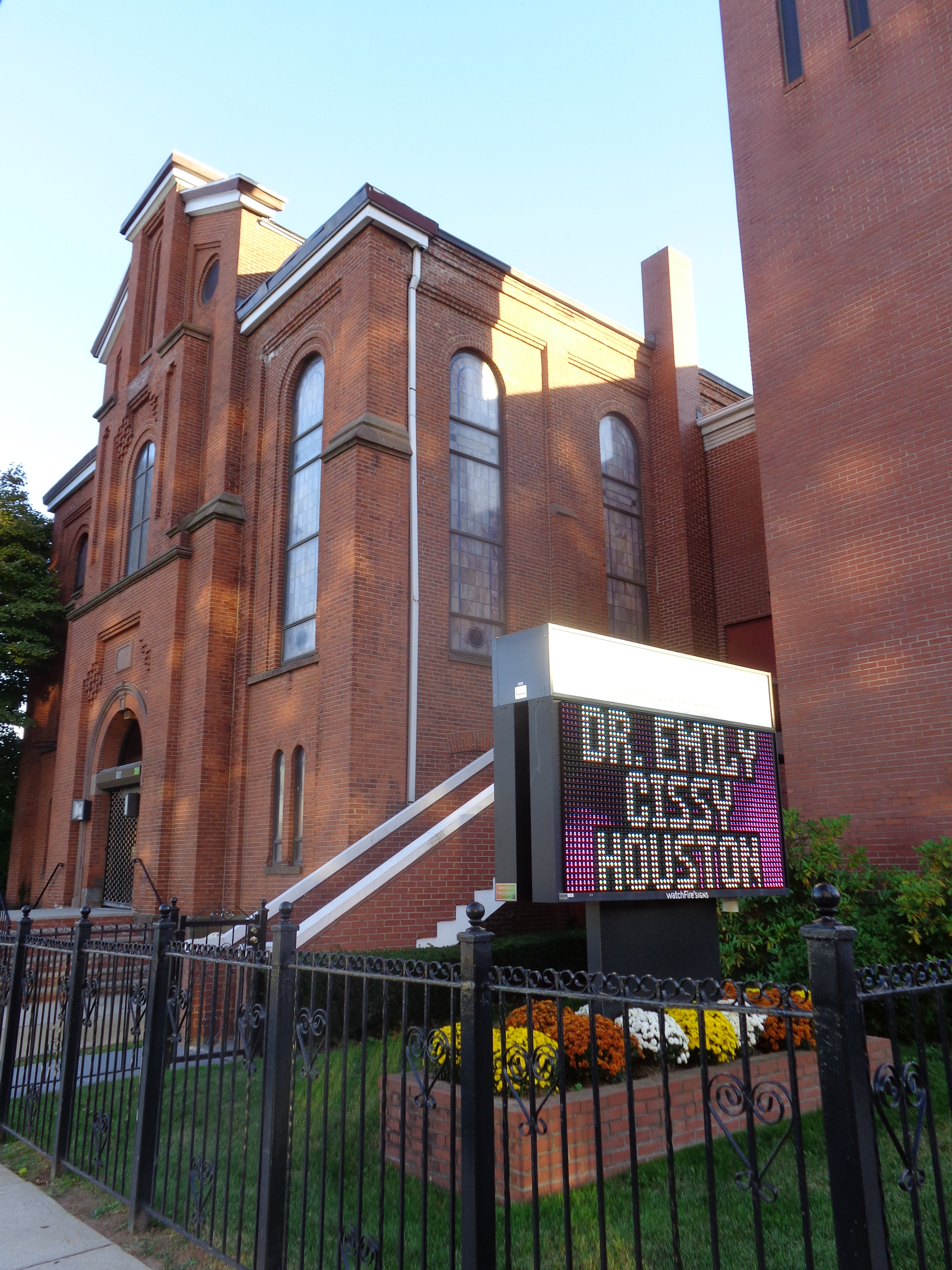
A New Hope Baptista Templom, ahol Houston gyerekkorában a kórusban énekelt

Whitney Elizabeth Houston 1963. augusztus 9-én született a Newark Beth Israel Kórházban Newarkban, New Jersey államban, Emily "Cissy" (született Drinkard) és John Russell Houston Jr. (1920-2003) lányaként. Houston édesanyja, Cissy Grammy-díjas gospel- és soulénekesnő, aki tagja volt a The Drinkard Singersnek és alapítója a The Sweet Inspirationsnek, egy népszerű vokálegyüttesnek, amely olyan előadóknak vett fel háttérvokálokat, mint Aretha Franklin, Jimi Hendrix és Elvis Presley. Az együttes később Grammy-jelölést kapott a Sweet Inspiration című slágerükért. Cissy később elhagyta a Sweet Inspirations-t és szólókarrierbe kezdett, ami később két Grammy-díjat is eredményezett gospel munkásságáért. Apja, John egykori katonatiszt volt, aki később közigazgatási tisztviselő lett, és Newark polgármesterének, Kenneth A. Gibsonnak dolgozott.
Mindkét szülője afroamerikai volt. Anyai ágon Houston állítása szerint részben holland és indián felmenőkkel rendelkezett. Cissy révén Houston első unokatestvére volt Dionne és Dee Dee Warwick énekesnőknek, valamint távoli unokatestvére Leontyne Price operaénekesnőnek. Aretha Franklin lett a „tiszteletbeli nagynénje”, Darlene Love pedig később Houston keresztanyja. Apja révén dédapja, Jeremiah Burke Sanderson amerikai abolicionista és a fekete amerikaiak polgári és oktatási jogainak szószólója volt a 19. század közepén. Houston volt a legfiatalabb a családban. Három idősebb testvére volt, apai féltestvére John III (1943-2021), anyai féltestvére Gary Garland, egykori kosárlabdázó és énekes, valamint Michael Houston, dalszerző és road manager.
A család később, három évvel az 1967-es Newark-i zavargások után East Orange külvárosi részébe költözött. Houston a Franklin Általános Iskolába járt, majd hatodik osztályos korában átkerült a Mount Saint Dominic Academyre. Houstont szülei baptista hitre nevelték, és ötéves korában csatlakozott a Newark-i New Hope Baptista Templom kórusához, ahol zongorázni is megtanult. Houston később visszaemlékezett arra, hogy a közeli pünkösdi gyülekezetbe is bekerült. Houston 12 évesen debütált szólóelőadóként a New Hope-ban, ahol a Guide Me O Thou Great Jehovah című himnuszt énekelte. Tinédzserkorában azt mondta édesanyjának, hogy zenei karriert szeretne építeni. Tizenéves korában Cissy tanította Houston-t énekelni. Édesanyja, unokatestvérei, Dionne és Dee Dee Franklin mellett Houstonra olyan énekesek is hatással voltak, mint Chaka Khan, Gladys Knight és Roberta Flack.

### 1978–1984: A karrier kezdete
Miután 1977-ben második helyezést ért el egy állami tehetségkutatón, Houston háttérénekesnő lett édesanyja zenekarában és New York-i kabaréklubokban léptek fel. 1978. február 18-án a tizennégy éves Houston a manhattani Town Hallban mutatkozott be először nem egyházi előadáson, amikor az Annie című musicalből a Tomorrow című Broadway-standardet énekelte, és megkapta első álló ovációját. Még abban az évben Houston háttérénekesnő volt anyja, Cissy Think It Over című szólóalbumán, amelynek címadó dala később a Billboard diszkólistájának top 5-ös listáján szerepelt. Az album producere, Michael Zager a Life’s a Party című diszkódalában vette fel az énekesnő vokálját, amely később, 1978-ban jelent meg az azonos című albumon. Houston énekesi karrierje akkor indult be, amikor Chaka Khan és Lou Rawls háttérénekesnője lett az 1980-ban megjelent Naughty és Shades of Blue című albumokon.
Houston modellként is tevékenykedett, miután felfedezte őt egy fotós, aki lefilmezte őt és édesanyját a United Negro College Fund számára szervezett előadáson a Carnegie Hallban. Ő lett az egyik első fekete nő, aki egy divatmagazin címlapján szerepelt, amikor a Seventeen címlapján jelent meg. Más magazinokban is szerepelt, mint például a Glamour, a Cosmopolitan és a Young Miss. Külseje és a szomszéd lányos bája az egyik legkeresettebb tinimodellé tette. 1981 februárjában Houston három gospel zenei demófelvételt vett fel Steven Abdul Khan Brown producerrel és zenei menedzserrel abban a reményben, hogy Houston lemezszerződést kap. Khan Brown később azt állította, hogy a demók segítettek Houston-nak abban, hogy 1983 elején szerződést kössön az Arista Records-szal. Ebben az időszakban, 1979 és 1981 között olyanok érdeklődtek Houston után, mint Michael Zager és Luther Vandross, hogy lemezszerződéseket kössenek vele. Az ajánlatokat azonban édesanyja visszautasította, mert azt akarta, hogy Houston befejezze az iskolát. Hetekkel a tanulmányok befejezése után Houston az unokatestvére, Dionne tanácsára leszerződött a Tara Productionshoz, és felfogadta Gene Harvey-t menedzsernek. Társmenedzserei, Daniel Gittelman és Seymour Flics szintén szorosan együttműködtek az énekesnővel.
Houston ismertségét növelte, hogy a Material zenekar felkérte, hogy énekeljen a Memories című dalban, amely később megjelent az 1982-es One Down című albumukon. Robert Christgau a The Village Voice-tól így nyilatkozott róla: „az egyik legcsodálatosabb ballada, amit valaha hallottál”. Később, 1982-ben rögzítette Paul Jabara producer és dalszerző Eternal Love című soulballadáját, amely később felkerült Jabara 1983-as, Paul Jabara & Friends című albumára, amelynek eredeti címén Houston neve is szerepel a borítón. A dalt később Stephanie Mills R&B énekesnő feldolgozta Merciless című albumán, ugyanabban az évben. Ez idő alatt az Elektra elnöke, Bruce Lundvall is megkereste őt, és 1982 végén szerződést ajánlott neki. 1983 márciusában Gerry Griffith, az Arista Records A&R képviselője látta Houstont édesanyjával fellépni a manhattani Seventh Avenue South nightclubban. Meggyőzte az Arista vezetőjét, Clive Davist, hogy szakítson időt arra, hogy a következő héten megnézze a Sweetwaters nevű szórakozóhelyen. Davis le volt nyűgözve, és azonnal globális lemezszerződést ajánlott, amit Houston végül 1983. április 10-én alá is írt; mivel még csak tizenkilenc éves volt, szülei is aláírtak helyette. Két héttel később, április 29-én Houston fellépett a The Merv Griffin Show-ban, Davis felvezetése után. Előadása később június 23-án került adásba. A Home című dalt adta elő a The Wiz című musicalből.
Houston nem kezdte el azonnal első albumának munkálatait. A kiadó biztos akart lenni abban, hogy más kiadó nem szerződteti le, Davis pedig biztos akart lenni abban, hogy a megfelelő anyagot és producereket találja meg a debütáló albumához. Néhány producer korábbi elfoglaltságai miatt visszautasította a projektet. Houston először Teddy Pendergrass-szal vett fel egy duettet, a Hold Me-t, amely Pendergrass Love Language című aranylemezén jelent meg. A kislemez 1984-ben jelent meg, és meghozta Houston számára az első siker ízét, az R&B és a felnőtt kortárs slágerlisták top tízes listáján szerepelt. Ez a dal 1985-ben debütáló albumán is megjelent. Duett- és háttérénekesként is szerepelt Jermaine Jackson Dynamite és Kashif Send Me Your Love című albumain. Ebben a kezdeti időszakban Houston továbbra is modellkedett, szerepelt a Canada Dry üdítőital reklámjában, és reklámdalokat is kezdett énekelni, többek között a Steak & Ale nevű éttermi márkának.

### 1985–1986:Whitney Houstonés nemzetközi hírnév
Közel két évnyi munka után debütáló albuma Whitney Houston címmel 1985. február 14-én, Valentin-napon jelent meg. A Kashif, Jermaine Jackson, Michael Masser és Narada Michael Walden koprodukciójában készült album több mint három évet töltött a Billboard 200-as listáján, és 1986 márciusában, több mint egy évvel a megjelenése után, a lista első helyére került, ahol tizennégy hétig maradt. Az album több mint tíz országban került az első helyre vagy a top ötbe. Az Egyesült Államokban 14 millió példányban eladott lemez gyémánt minősítést kapott, világszerte pedig mintegy 25 millió példányban kelt el. A Rolling Stone magazin méltatta Houstont, és „az utóbbi évek egyik legizgalmasabb új hangjának” nevezte, míg a The New York Times „egy kivételes énekes tehetség lenyűgöző, zeneileg konzervatív bemutatkozásának” nevezte az albumot.
Az albumról hét kislemez jelent meg különböző országokban, köztük csak az Egyesült Államokban négy. Az albumról négy top tízes kislemez jelent meg a Billboard Hot 100-as listáján, köztük a You Give Good Love című top ötös crossover sláger, valamint három egymást követő első helyezett kislemez, a Saving All My Love for You, a How Will I Know és a Greatest Love of All. Ezzel a teljesítményével Houston lett az első női szóló előadó, aki egyetlen albumról három listavezető kislemezt is piacra dobott. Az Egyesült Államokon kívül a Saving All My Love for You első lett az Egyesült Királyságban és Írországban, a How Will I Know első lett Kanadában, a Greatest Love of All pedig a listák élére került Ausztráliában. Emellett az album nemzetközi sikerét tovább növelte az All at Once című ballada, amely Európa egyes országaiban a top 5-be került. Egy másik dal, a Thinking About You az R&B slágerlistán top 10-es kislemez lett.
Az album négy Grammy-jelölést kapott, ebből hármat az 1986-os ceremónián, köztük Az év albuma kategóriában, végül egyet nyert A legjobb női popénekes teljesítmény kategóriában a Saving All My Love for You-val. Vita alakult ki, miután Houstont nem tartották jogosultnak A legjobb új előadónak járó jelölésre. Clive Davis felháborodott levele ellenére a bizottság megvédte a döntést, megemlítve Houston korábbi, Teddy Pendergrass-szal közös duettjét. Houston több díjat is kapott az albumon végzett munkájáért, többek között 14 Billboard-díjat, köztük a „Top Pop Artist” és a „Top Pop Album” díjat – ez volt az első női album, amely megkapta ezt a kitüntetést –, valamint egy NAACP Image Awardot. Houston a How Will I Know című dalhoz készült videóklipjéért MTV Video Music Awards-díjat nyert. Houston az 1986-os Grammy-gálán előadott Saving All My Love for You című daláért később Emmy-díjat kapott. Houston hét American Music Awards-díjat is kapott, ebből ötöt egyedül 1987-ben.
Houston először Jeffrey Osborne énekes előzenekaraként népszerűsítette az albumot, majd Luther Vandross előzenekaraként lépett fel. 1985 októberére Houston szólófellépő lett, később a Carnegie Hallban is fellépett. Houston 1986 júliusában indult el első világkörüli turnéjára, a The Greatest Love World Tourra. Houston az év végéig 50 koncertet adott. Az album sikerét annak köszönhette, hogy Houston késő esti talkshow-kban lépett fel, ami általában nem volt elérhető a feltörekvő fekete előadók számára. Bár Houston első videóklipjei a You Give Good Love és a Saving All My Love for You című dalokhoz nagy sikerrel szerepeltek olyan csatornákon, mint a BET és a VH1, az énekesnő és az Arista küzdött azért, hogy ezeket a videókat az MTV-hez eljuttassa. Abban az időben a csatorna kemény kritikát kapott, amiért nem játszott elég videót színesbőrű előadóktól, ellenben előnyben részesítette a túlnyomórészt fehér előadókat. 2001-ben Houston a csatornának adott interjújában elmagyarázta, hogyan utasította el a You Give Good Love című dalt, mert az egy „nagyon R&B-szerű dal” volt. A Saving All My Love for You megjelenése után az MTV beleegyezett, hogy a videoklipjét kismértékű rotációban játsszák, mert Houston szerint a dal „olyan keményen ütött és olyan erősen robbant”, hogy „nem volt más választásuk, mint lejátszani”.
1985 decemberében az Arista benyújtotta a How Will I Know című dalhoz készült videóklipet, amely azonnal nagy népszerűségnek örvendett, és megismertette Houstont a fiatal MTV-közönséggel. Bár más művészek, például Donna Summer és Tina Turner már Houston megjelenése előtt is nagy rotációt élveztek a csatornán, a fekete női művészek még mindig „szomorúan alulreprezentáltak az MTV lejátszási listáján”. Ann Kaplan szerző szerint a Rocking Around the Clock: Television, Postmodernism and Consumer Culture című könyvében „Whitney Houston közelmúltbeli megjelenéséig Tina Turner volt az egyetlen fekete énekesnő, aki rendszeresen szerepelt, és még így is csak nagyon ritkák a klipjei”. Houstonnak tulajdonították, hogy áttörte a fekete női művészek előtt álló korlátokat a csatornán, aminek eredményeképpen Janet Jackson, Jody Watley és Tracy Chapman videóklipjei azonnal bekerültek a csatorna lejátszási listájára. Houston sikere más afroamerikai női előadók számára is lehetővé tette, hogy a diszkó bukása után áttörést érjenek el a poprádiókban, megnyitva az ajtókat többek között Jackson és Anita Baker előtt. Houston debütáló albuma szerepel a Rolling Stone minden idők 500 legjobb albuma között és a Rock and Roll Hall of Fame Definitive 200-as listáján. Houston grandiózus belépőjét a zeneiparba az USA Today az elmúlt 25 év 25 zenei mérföldkövei között tartja számon.

### 1987–1989:Whitneyés társadalmi aktivizmus
1987 júniusában jelent meg Houston második albuma, a Whitney. Az album producere nagyrészt Narada Michael Walden volt, de a korábbi munkatársak, Michael Masser és Kashif is közreműködtek a lemezen, az egyetlen új producer, Jellybean Benitez pedig a Love Will Save the Day című dance slágerrel járult hozzá. A kritikusok azt kifogásolták, hogy az anyag túlságosan hasonlít az előző albumához. A Rolling Stone szerint „frusztráló az a szűk csatorna, amelyen keresztül ezt a tehetséget terelgették”. Az album ennek ellenére kereskedelmi sikert aratott. Houston lett az első nő a zenetörténelemben, aki első helyen debütált a Billboard 200-as listán, és az első előadó, aki az Egyesült Államokban és az Egyesült Királyságban is első lett, miközben a világ több tucat más országában is első vagy top 10-es lett. Az album az első tizenegy héten a Billboard 200-as lista első helyén maradt, ami a mai napig rekord egy női előadó részéről.
Az album első kislemeze, az egy hónappal korábban, májusban megjelent I Wanna Dance with Somebody (Who Loves Me) szintén hatalmas sikert aratott világszerte: a Billboard Hot 100-as listájának első helyén végzett, és 17 országban – köztük Ausztráliában, Nyugat-Németországban és az Egyesült Királyságban – vezette a kislemezlistát. Ezt a kislemezt három további kislemez követte, a Didn’t We Almost Have It All, a So Emotional és a Where Do Broken Hearts Go, amelyek mindegyike a Billboard Hot 100-as lista első helyén végzett. Ezzel Houston lett az első olyan előadó a történelemben, aki hét egymást követő number one slágert szerzett, megdöntve ezzel a Beatles és a Bee Gees korábbi hatos rekordját. Houston 2024-ig az egyetlen előadó, aki valaha is elérte ezt a bravúrt. Emellett Houston lett az első női előadó, aki négy listavezető kislemezt tudott kiadni egy albumról. Az Egyesült Államokban több mint tízmillió kiszállított példány után gyémánt minősítést kapott a Whitney, világszerte pedig összesen 20 millió példányt adtak el belőle.
Az albumot az 1988-as díjátadón Az év albumának járó Grammy-díjra jelölték. Houston végül abban az évben elnyerte második Grammy-díját A legjobb női popénekes teljesítmény kategóriában az I Wanna Dance with Somebody (Who Loves Me) című dalért. Ezen kívül Houston négy American Music Awards-díjat is nyert az albumon végzett munkájáért. Megnyerte első Soul Train Music Award-díját is, amikor az album A legjobb női előadó R&B albumának járó díjat nyerte el. Ezen kívül az album hat Billboard-díjat is nyert.
Alig egy hónappal az album megjelenése után Houston elindította második világkörüli turnéját, a Moment of Truth World Tourt a Tampa Stadionban 1987 júliusában. A turné végül az észak-amerikai szakaszát az év tíz legjövedelmezőbb koncertturnéjának egyikeként zárta, és az év legtöbb bevételt hozó női turnéjaként, megelőzve Madonna és Tina Turner turnéit is. A közel kétéves turné során Houston végül 150 koncertet adott, köztük nyolc teltházas koncertet a londoni Wembley Arénában. Az énekesnő példátlan sikerei hozzásegítették ahhoz, hogy a Forbes magazin is felfigyeljen rá. 1987-ben a Forbes 40-es listáján az év nyolcadik legtöbbet kereső előadóművésze lett, csak abban az évben 43 millió dollárt keresett. A legjobban kereső zenész és a legtöbbet kereső fekete női előadóművész volt a listán, összességében csupán Bill Cosby és Eddie Murphy mögött. 1988-ban a 17. helyen végzett.
Houston támogatta Nelson Mandelát és az apartheidellenes mozgalmat. Modellkedése idején nem volt hajlandó olyan ügynökségekkel dolgozni, amelyek az akkori apartheid-állam Dél-Afrikával üzleteltek. 1988. június 11-én, európai turnéja során Houston más zenészekkel együtt fellépett a londoni Wembley Stadionban, hogy megünnepelje az akkor bebörtönzött Nelson Mandela 70. születésnapját. A Wembley Stadionban több mint 72 000 ember gyűlt össze, világszerte pedig több mint egymilliárdan nézték a koncertet, amely több mint 1 millió dollárt gyűjtött jótékonysági célokra, miközben felhívta a figyelmet az apartheidre. Houston ezután visszarepült az Egyesült Államokba, hogy augusztusban a New York-i Madison Square Gardenben adjon koncertet. A show egy jótékonysági koncert volt, amely negyedmillió dollárt gyűjtött a United Negro College Fund számára. Ugyanebben az évben felvett egy dalt az NBC 1988-as nyári olimpiai játékok közvetítéséhez One Moment in Time címmel, amely az Egyesült Államokban Top 5-ös sláger lett, míg az Egyesült Királyságban és Németországban első helyezést ért el. A dalért Houston és producere, Narada Michael Walden később Sports Emmy-díjat kapott. 1989 januárjában Houston megalapította a The Whitney Houston Foundation For Children nevű nonprofit szervezetet, amely a világ minden táján gyűjtött pénzt a gyermekek szükségleteire. A szervezet  többek között gondoskodik a hajléktalanokról, a rákos vagy AIDS-es gyermekekről. A szervezet jelenleg Whitney E. Houston Legacy Foundation néven működik.

### 1990–1991:I’m Your Baby Tonightés az amerikai himnusz
Első két albumának sikerével Houston nemzetközi crossover szupersztárrá vált, aki minden demográfiai csoportot megszólított. Néhány fekete kritikus azonban úgy vélte, hogy „eladta magát”. Úgy érezték, hogy a lemezen hallható énekéből hiányzik az a spiritusz, ami az élő koncertjein jelen volt. Az 1989-es Soul Train Music Awards díjátadón, amikor Houston nevét bejelentették egy jelölésért, néhányan a közönség soraiból kigúnyolták. Houston megvédte magát a kritikákkal szemben, és kijelentette: „Ha hosszú karriert akarsz befutni, van egy bizonyos módja, és én így csináltam. Nem szégyellem magam emiatt”.
Houston 1990 novemberében kiadott harmadik stúdióalbumával, az I’m Your Baby Tonight-tal populárisabb irányt vett. Az első album, amelyen ő volt az executive producer és karrierje során először gyakorolta a kreatív irányítást, Houston többnyire fekete producereket választott, mint például L.A. Reid és Babyface csapata, valamint Luther Vandross és Stevie Wonder, miközben megtartotta Narada Michael Walden-t az egyik fő producereként. Az album megmutatta Houston sokoldalúságát egy új sor durva ritmusú groove-okon, soulos balladákon és pörgős dance számokon. A kritikák vegyesek voltak. A Rolling Stone úgy vélte, hogy ez volt „legjobb és legintegráltabb albuma”, míg az Entertainment Weekly akkoriban úgy vélte, hogy Houston elmozdulása a modern nagyvárosi zene irányba „felszínes” volt.
Az album a Billboard 200-as listáján a harmadik helyig jutott, és 22 hétig maradt az első tízben, ezzel 1991 tizedik legkelendőbb albuma lett. Ez lett Houston második első helyezett albuma a Top R&B Albums listán, és nyolc egymást követő héten keresztül ott is maradt. Az albumról hat kislemez jelent meg, amelyek közül három – az I’m Your Baby Tonight, az All the Man That I Need és a Miracle – a top tízbe került, az előbbi kettő pedig a Billboard Hot 100-as listájának élére. Ez a teljesítmény segítette Houstont abban, hogy ő legyen az első női szólóelőadó, akinek három vagy több albumról is több listavezető kislemeze volt. A negyedik kislemez, a My Name Is Not Susan a top 20-ban volt, míg az utóbbi kettő – az I Belong to You és a Wonderrel duettezett We Didn’t Know – csak az R&B csatornákon jelent meg. Ez lett Houston harmadik albuma, amely öt vagy több top tízes kislemezt hozott az R&B listán. Az album négyszeres platinalemez lett az Egyesült Államokban négymillió eladott példányszámmal, míg világszerte 10 millió példányt adtak ki belőle. Az album végül nyolc Billboard-díjat nyert Houston számára, köztük négy trófeát az 1991 decemberében megrendezett Billboard Music Awards-on, köztük a Top R&B Artist díjat. A dalok közül három, köztük az I’m Your Baby Tonight és az All the Man That I Need Grammy-jelölést kapott. A My Name Is Not Susan remixe a brit rapperrel, Monie Love-val az egyik első olyan alkalom volt, amikor egy popdal remixében egy rapper is közreműködött. Az album japán kiadásának bónusz trackjét, a Higher Love-ot a norvég DJ és lemezproducer Kygo remixelte, és 2019-ben posztumusz jelent meg kereskedelmi sikerrel. Az amerikai Dance Club Songs listájának élére került, az Egyesült Királyságban pedig a második helyen tetőzött, és ezzel 1999 óta Houston legmagasabb listás kislemeze lett az országban.

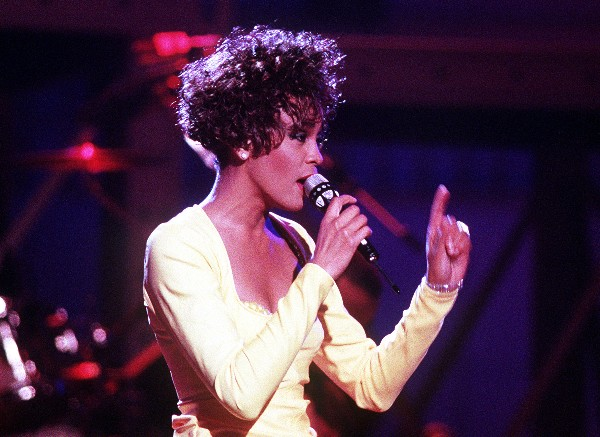
Houston a Saving All My Love for You című dalt adja elő a Welcome Home Heroes koncerten 1991-ben

Az Öbölháború idején, 1991. január 27-én Houston előadta a The Star-Spangled Banner-t, az Egyesült Államok nemzeti himnuszát a Tampa Stadionban rendezett XXV. Super Bowl-on. Houston énekét előre felvették, ami kritikát váltott ki. Dan Klores, Houston szóvivője azt mondta: „Ez nem egy Milli Vanilli-dolog. Élőben énekelt, de a mikrofon ki volt kapcsolva. Ez egy technikai döntés volt, részben a zajfaktor miatt. Ez a szokásos eljárás az ilyen rendezvényeken”. Ennek ellenére az előadásról készült kereskedelmi kislemez és videó az USA Hot 100-as listáján a Top 20-ba került, és ezzel Houston a nemzeti himnusz előadásának legnagyobb slágerlistás sikerét érte el.
Houston a bevételből származó részét az Amerikai Vöröskereszt Öbölválság Alapjának adományozta, és bekerült a Vöröskereszt kormányzótanácsába. Előadását a kritikusok elismeréssel fogadták, és az énekesek számára mérceként tartják számon; a VH1 az előadást a tévét megrengető legnagyobb pillanatok közé sorolta. A 2001. szeptember 11-ei terrortámadásokat követően a kislemezt újra kiadták, és a teljes bevételt a tűzoltók és a támadások áldozatainak javára ajánlották fel. A dal a Hot 100-as listán a hatodik helyen végzett, és platina minősítést kapott.
Később, 1991-ben Houston az HBO-val közösen megszervezte a Welcome Home Heroes koncertjét a Perzsa-öbölbeli háborúban harcoló katonák és családjaik számára. Az ingyenes koncertre a virginiai Norfolkban található Naval Station Norfolkban került sor 3500 katona előtt. Az HBO átkódolta a koncertet, így mindenki számára ingyenesen megtekinthető volt. A műsor az HBO eddigi legmagasabb nézettségét hozta. Houston ezután elindult harmadik világkörüli turnéjára, az I’m Your Baby Tonight World Tourra, amelynek keretében Houston 96 koncertet adott, köztük egy történelmi, tíz napos teltházas rezidenciát a londoni Wembley Arénában. A koncertkörút vegyes vagy pozitív kritikákat váltott ki. Míg a The Sun Sentinel szerint Houstonnak kisebb helyszíneket és színházakat kellett volna választania, amelyek „sokkal inkább megfelelnek kifinomultságának és tehetségének”, a USA Today dicsérte Houstont, amiért „megrázta a felvételei produkcióinak korlátait, és egyenesen bátor és lélekkel teli lett”.

### 1992–1994:Több mint testőr
Zenéjének sikerével Houston filmes ajánlatokat kapott, többek között Robert De Niróval, Quincy Jones-szal és Spike Lee-vel, de nem érezte elérkezettnek az időt. Első filmszerepe az 1992-ben bemutatott Több mint testőr című filmben volt. Houston egy sztárt alakított, akit egy őrült rajongó üldöz, és felbérel egy testőrt (Kevin Costner alakította), hogy megvédje őt. Houston mainstream vonzereje lehetővé tette a közönség számára, hogy eltekintsenek a karaktere és Costner karaktere közötti különböző bőrtípustól. Azonban vitákat váltott ki, hogy egyesek szerint Houston arcát szándékosan hagyták ki a reklámozásból, hogy elrejtsék a filmben szereplő fekete-fehér kapcsolatot. A Rolling Stone-nak adott 1993-as interjújában Houston azt mondta, hogy „az emberek tudják, ki Whitney Houston – fekete vagyok. Ezt a tényt nem lehet elrejteni”. A film vegyes kritikákat kapott. Rita Kempley a The Washington Post című lapban azt írta, hogy Houston csupán „önmagát játszotta”, de „nagyjából sértetlenül jött ki a dologból, ha ez lehetséges egy ilyen őrült vállalkozásban”. Janet Maslin, a The New York Times munkatársa úgy vélte, hogy Houston és Costner között nincs meg a kémia. Houstont Razzie-díjra jelölték, de kedvező színészi jelöléseket is kapott, többek között a NAACP Image Awards-on A legjobb színésznőnek járó jelölést, az 1993-as MTV Movie Awards-on négy színészi jelölést, valamint a People’s Choice Award-on A kedvenc színésznő drámai filmben nyújtott alakításért járó jelölést. Megjelenésekor a Több mint testőr több mint 121 millió dolláros bevételt hozott az Egyesült Államokban és 410 millió dollárt világszerte, amivel a megjelenés idején bekerült a 100 legtöbb bevételt hozó film közé. A film a mai napig a kasszasikerek történetében a legsikeresebb R-besorolású filmek között van.
A film filmzenéje is sikeres volt. Houston Davisszel együtt volt a filmzene producere, és hat dalt vett fel az albumra. A Rolling Stone úgy jellemezte, hogy „nem több, mint kellemes, ízléses és nagyvárosi”. A filmzene első kislemeze az I Will Always Love You volt, amelyet Dolly Parton írt és eredetileg 1974-ben rögzített. Houston változatát a kritikusok nagyra értékelték, és „védjegyének” vagy „ikonikus előadásának” nevezték. A Rolling Stone és a USA Today az előadását nagyszabásúnak nevezte. A kislemez tizennégy, illetve tizenegy hétig volt első a Billboard Hot 100 és a Hot R&B Singles listáján, ami akkoriban rekordot jelentett, és öt hétig vezette az Adult Contemporary listát is, ami a negyedik rekordot jelentő „tripla koronás” első helyezést eredményezte. A kislemez később gyémánt minősítést kapott a RIAA-tól tízmillió eladott példányszámmal, ami Houston első gyémánt kislemeze lett. Posztumusz csatlakozott Taylor Swift és Mariah Carey énekesnőkhöz, és ezzel ő lett a harmadik női előadó, aki gyémánt kislemezt és albumot is kapott. 1993 januárjában a dal az USA történetében az első olyan szólóénekes kislemez lett, amelyből négymillió példányt adtak el, később az RIAA négyszeres platina minősítést adott neki, és az USA történetének legkelendőbb kislemeze lett, amit később Elton John Candle in the Wind ’97 című dala felülmúlt. A dal a mai napig a legkelendőbb amerikai fizikai kislemez a női előadóművészek történetében.
A dal világsikert aratott, szinte minden országban a slágerlisták élére került. A 24 millió eladott példányszámával a valaha volt legjobban fogyó női szólóénekes kislemez lett. Houston 1994-ben az I Will Always Love You-ért elnyerte Az év felvételének járó Grammy-díjat. Ezen kívül elnyerte A legjobb filmdalnak járó MTV Movie Awards-díjat, két American Music Awards-díjat A kedvenc pop- és souldal kategóriában, valamint két Soul Train Music Awards-díjat, köztük A legjobb női kislemez és Az év dala kategóriában. A filmzene a Billboard 200-as listájának élére került, és 20 hétig ott is maradt. Adele 21 című albuma után ez a második leghosszabb ideig listavezető album, amelyet női előadó készített. A soundtrack egyben a történelem egyik legkelendőbb albuma is lett. 1992 karácsonyán egy hét alatt több mint egymillió példányt adtak el belőle, és ez lett az első album a zenetörténetben, amely a Nielsen SoundScan rendszere szerint elérte ezt a teljesítményt. Houston további négy kislemezt adott ki a soundtrackről. Ezek közül kettő, az I’m Every Woman és az I Have Nothing, mindkettő a top ötig jutott. 1993. március 11-én Houston lett az első női előadó a történelemben, akinek egyszerre három kislemeze is a top 11-ben volt. Az I’m Every Woman és az I Have Nothing egyaránt első helyezést ért el más Billboard-listákon, előbbi a Dance Club Songs listájának élén, utóbbi pedig Houston tizedik első helyezett dala lett a felnőtt kortárs slágerlistán. Megjelent továbbá a Run to You, amely a Hot 100-as listán a 31. helyet érte el, míg a Queen of the Night remixe a dance listán az első helyre került. 1993. november 3-án Houston ismét történelmet írt, amikor a The Bodyguard lett az első női album, amelyet tízszeres platinalemezzé minősített az Amerikai Hanglemezgyártók Szövetsége, ami egyben technikailag az első olyan női albummá tette, amely gyémánt minősítést kapott. Azóta csak az Egyesült Államokban több mint 18 millió példányban kelt el, világszerte pedig összesen 50 millió példányban, ezzel minden idők legkelendőbb női albuma lett, és egyben a történelem legkelendőbb soundtrack-albuma is, amivel Houston több Guinness-rekordot is elért.
Houston 1994-ben elnyerte Az év albumának járó Grammy-díjat a filmzenéért, ezzel ő lett a második afroamerikai női előadó, aki ebben a kategóriában nyert, miután Natalie Cole 1992-ben az Unforgettable... with Love című albumáért díjat kapott. Houston nyolc American Music Awards-díjat nyert, az album a pop, az R&B és a felnőtt kortárs album kategóriákban is győzedelmeskedett, és ez az egyetlen album, amely története során ezt elérte. Houston megkapta a legmagasabb kitüntetést, az „Award of Merit”-et is, harmincévesen a legfiatalabb női díjazott lett. Emellett az album rekordot jelentő tizenöt Billboard-díjat is nyert Houstonnak, ebből 11-et a tényleges díjátadón, három Soul Train Music Awards-díjat, köztük a Sammy Davis, Jr.-díjat, mint Az év előadója, öt NAACP Image Award-díjat, köztük Az év előadója díjat, rekordszámú, öt World Music Award-díjat, egy Juno Award-díjat és egy BRIT-díjat. Kilenc évvel azután, hogy először szerepelt a slágerlistákon, Houston a Rolling Stone címlapján szerepelt az 1993. június 10-i számban.

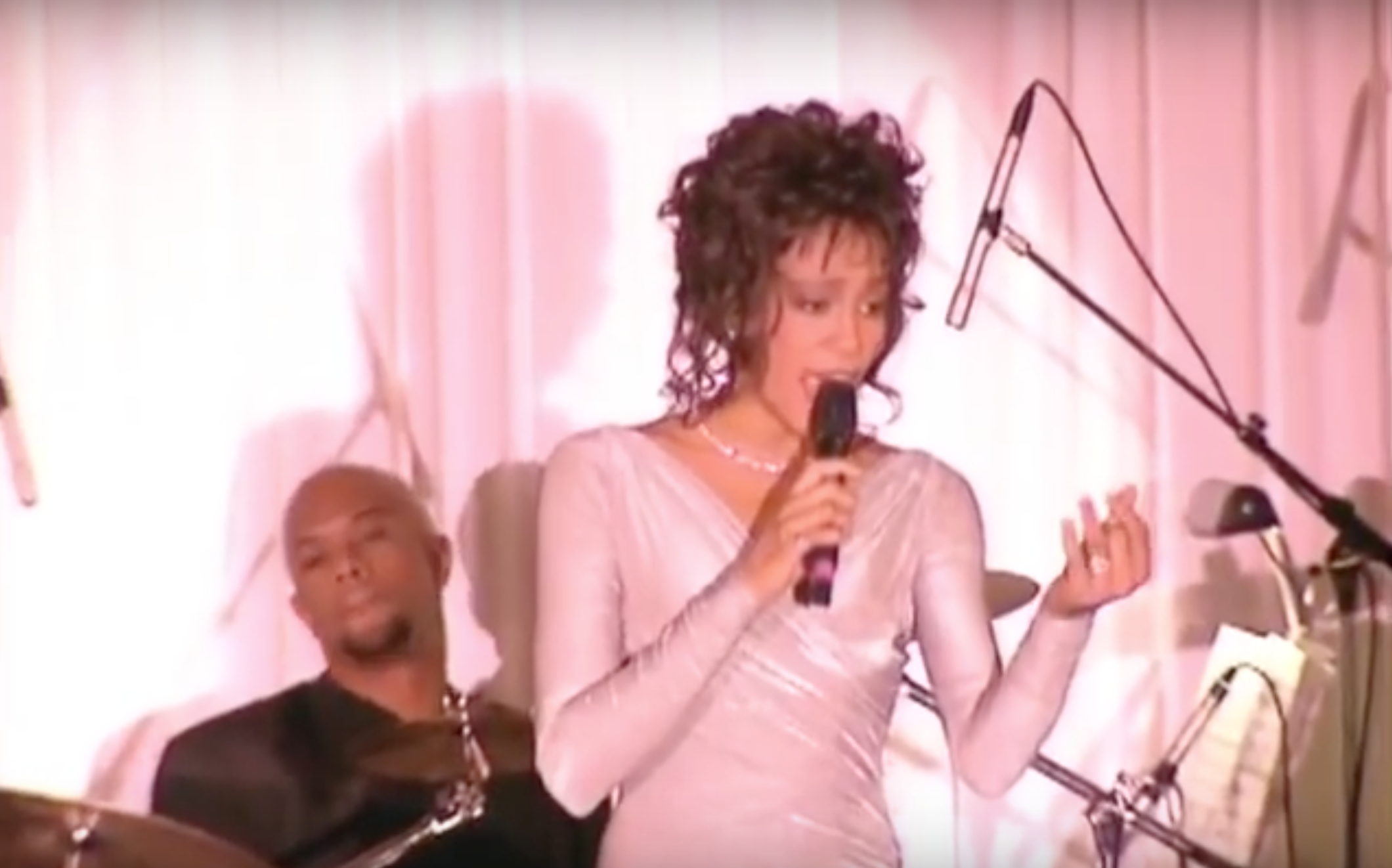
Houston fellépése a Fehér Házban a Nelson Mandela akkori dél-afrikai elnök tiszteletére rendezett állami vacsorán 1994-ben

A The Bodyguard sikere után Houston 1993–94-ben újabb nagyszabású világkörüli turnéra indult (The Bodyguard World Tour). Koncertjei, film- és lemezbevételei révén a Forbes szerint 1993–94-ben ő volt a harmadik legjobban kereső női előadóművész, közvetlenül Oprah Winfrey és Barbra Streisand mögött. Houston az Entertainment Weekly éves Az év előadója rangsorának első öt helyezettje közé került, a Premiere magazin pedig Hollywood 100 legbefolyásosabb embere közé sorolta.
1994 októberében Houston részt vett és fellépett a Fehér Házban az újonnan megválasztott dél-afrikai elnök, Nelson Mandela tiszteletére rendezett állami vacsorán. Világkörüli turnéja végén Houston három koncertet adott Dél-Afrikában Mandela elnök tiszteletére, és több mint 200 000 ember előtt koncertezett; ezzel ő lett az első nagy zenész, aki Mandela győztes választását követően ellátogatott az újonnan egyesített és apartheidmentes országba. A Whitney: The Concert for a New South Africa című koncert egyes részeit az HBO élőben közvetítette, a koncertek bevételét pedig különböző dél-afrikai jótékonysági szervezeteknek ajánlották fel. Az eseményt az ország „legnagyobb médiaeseményének tartották Nelson Mandela beiktatása óta”. Két brunei és szingapúri fellépés után 1995 elején Houston gyermekjótékonysági szervezete még az év júniusában elnyerte a VH1 Honor díját az összes jótékonysági munkájáért.

### 1995–1997:Az igazira várva,Kinek a papnéésHamupipőke
1995-ben Houston Angela Bassett, Loretta Devine és Lela Rochon mellett szerepelt második filmjében, Az igazira várva című mozifilmben, amely négy afroamerikai nő párkapcsolati problémáiról szólt. Houston játszotta a főszereplő Savannah Jacksont, egy házas férfiba szerelmes tévés producert. Azért választotta a szerepet, mert úgy látta, hogy a film „áttörést jelent a fekete nőkről alkotott kép szempontjából, mert egyszerre mutatja be őket szakemberként és gondoskodó anyaként”. Miután az első helyen nyitott, és az Egyesült Államokban 67 millió dollárt, világszerte pedig 81 millió dollárt hozott a kasszáknál, bebizonyította, hogy egy elsősorban fekete közönséget megcélzó film is át tud lépni a siker felé, miközben megnyitotta az utat más, kizárólag fekete filmek, például a Kortalan szerelem és a 2000-es években népszerűvé vált Tyler Perry-filmek előtt. A film azért is figyelemre méltó, mert a fekete nőket nem sztereotípiaként, hanem erős középosztálybeli polgárként ábrázolja. A kritikák többnyire pozitívak voltak a szereplőgárdáról. A The New York Times szerint: „Houston levetette azt a védekező nagyképűséget, ami miatt a popsztár alakítása a Több mint testőrben olyan távolinak tűnt.” Houstont a filmben játszott szerepéért ismét jelölték a NAACP Image Awards színésznői díjára, de alulmaradt társával, Bassett-tel szemben.
A film filmzenéjét Babyface írta és készítette, a produceri feladatokat Houston és Clive Davis látta el. Bár Babyface eredetileg azt akarta, hogy Houston vegye fel az egész albumot, ő visszautasította. Ehelyett „azt szerette volna, hogy ez egy olyan album legyen, amelyen a nők hangja kiemelkedő”, és így több afroamerikai női előadót gyűjtött össze a filmzene számára, hogy a film erős nőkről szóló üzenetéhez illeszkedjen. Ennek megfelelően az albumon Houston mellett számos kortárs R&B női előadó is szerepelt, mint például Mary J. Blige, Brandy, Toni Braxton, Aretha Franklin és Patti LaBelle. Houston Exhale (Shoop Shoop) című dala a zene történetében mindössze a harmadik kislemez lett, amely a Billboard Hot 100-as listájának első helyén debütált Michael Jackson You Are Not Alone és Mariah Carey Fantasy című dala után. Ez lett Houston tizenegyedik és egyben utolsó listavezető kislemeze életében. Emellett rekordot jelentő tizenegy egymást követő hetet töltött a második helyen, és nyolc hétig vezette az R&B slágerlistát, ami a második legsikeresebb kislemeze az I Will Always Love You után.
A Count On Me című dal, amelyet Houston a bátyjával, Michaellel és Babyface-szel közösen írt és komponált, és amelyet régi barátjával, CeCe Winans-szel duettben énekelt, a Billboard Hot 100 top tízes listájára került, és később Houston két ASCAP-díjat, egy BMI-díjat és két Grammy-jelölést kapott, köztük A legjobb vizuális média számára írt dalért. Egy harmadik Houston-kislemez, és az utolsó dal a soundtrackről, a Why Does It Hurt So Bad a Hot 100-as listán a 26. helyet érte el. Az album 1996 januárjában a Billboard 200-as lista első helyére került, és később hétszeres platina minősítést kapott az Egyesült Államokban, a világszerte eladott példányszám pedig elérte a 12 milliót. A soundtrack kiváló kritikákat kapott; az Entertainment Weekly szerint: „Az album jól hangzik, ahogyan azt egy Whitney Houston számokkal keretezett csomagtól elvárnánk... a soundtrack kivárja, hogy kifújja magát, érzéki feszültségben lebegve”, és azóta a 100 legjobb filmzene közé sorolta. Az 1997-es díjátadón Houston két American Music Awards-díjat nyert a filmzenéért, köztük A legjobb filmzene és A kedvenc felnőtt kortárs előadó kategóriában.
1996-ban Houston szerepelt a Kinek a papné című vígjátékban Denzel Washington oldalán. Egy lelkész (Courtney B. Vance) gospelénekes feleségét alakította. A film nagyrészt az 1948-as A püspök felesége című film aktualizált remake-je volt, amelyben Loretta Young, David Niven és Cary Grant játszotta a főszerepet. Houston 10 millió dollárt keresett a szerepért, amivel az egyik legjobban fizetett színésznő volt akkoriban Hollywoodban, és a legjobban kereső afroamerikai színésznő Hollywoodban. A kizárólag afroamerikai szereplőkkel készült film mérsékelt sikert aratott, és körülbelül 50 millió dollárt hozott az amerikai jegypénztáraknál. A film után Houston színészi pályafutásának legerősebb kritikáit kapta. A San Francisco Chronicle szerint Houston „maga is meglehetősen angyali, isteni tehetségét mutatja, hogy egyszerre legyen erényes és kacér”, és „szelíd, mégis temperamentumos melegséget áraszt, különösen, amikor gyönyörű énekhangján dicsőíti az Urat”. Houston a filmben nyújtott alakításáért elnyerte a NAACP Image Award-díjat A legjobb filmszínésznő kategóriában.
A filmhez tartozó gospel soundtrackhez Houston az album tizenöt számából kilencet Mervyn Warrennel közösen készített. A hagyományosabb gospel anyagok közül hatot egy kórussal rögzítettek az atlantai Great Star Rising Baptist Churchben. Houston egy duettet is felvett Shirley Caesarral, és a filmzenében édesanyja, Cissy Houston is közreműködött. Megjelenésekor ez lett az első női gospelalbum, amely a Billboard Top Gospel Albums listájának első helyén debütált. Az albumból világszerte hatmillió példányt adtak el, ebből egyedül az Egyesült Államokban hárommilliót, és ezzel minden idők legkelendőbb gospelalbumává vált. Az albumról két sláger jelent meg, a Grammy-jelölt I Believe in You and Me és a Step by Step. A kereskedelmi siker mellett a kritikusok is pozitívan fogadták. Magát az albumot az 1998-as Grammy-n A legjobb R&B album kategóriában jelölték. Houston azonban nem jelent meg a ceremónián, mivel az album nem kapott gospel jelölést. Abban az évben Houston két Dove-díjat kapott az albumért, köztük a I Go to the Rock című dalért A legjobb hagyományos gospelfelvételért járó díjat, és a Georgia Mass Choir mellett a NAACP Image Award-díjat is megkapta A legjobb gospelelőadó kategóriában.
1997-ben Houston produkciós cége a Houston Productionsről BrownHouse Productionsre változtatta nevét, és Debra Martin Chase csatlakozott hozzá. Céljuk az volt, hogy „az afroamerikaiak életének olyan aspektusait mutassák be, amelyek eddig nem kerültek képernyőre”, miközben javítják az afroamerikaiak filmes és televíziós ábrázolását. Első projektjük a Rodgers és Hammerstein Hamupipőke című művének televíziós remake-je volt. A társproduceri munka mellett Houston a filmben a Tündérkeresztanya szerepét is eljátszotta Brandy, Jason Alexander, Whoopi Goldberg és Bernadette Peters mellett. Houstonnak eredetileg 1993-ban ajánlották fel Hamupipőke szerepét, de más projektek közbeszóltak. A film több faji szereplőgárda és a nem sztereotipikus üzenet miatt nevezetes. Becslések szerint 60 millióan nézték a különkiadást, ami az ABC-nek az elmúlt 16 év legmagasabb tévés nézettségét jelentette. A film hét Emmy-jelölést kapott, köztük a Kiváló Varieté, Musical vagy Vígjáték kategóriában, és megnyerte a Kiváló művészeti rendezés Varieté, Musical vagy Vígjáték különkiadásban díjat.
Houston és Chase ekkor szerezte meg Dorothy Dandridge történetének jogait. Houston játszotta volna Dandridge-et, az első afroamerikai színésznőt, akit A legjobb színésznőnek járó Oscar-díjra jelöltek. Houston azt akarta, hogy a történetet méltósággal és becsülettel meséljék el. Azonban Halle Berrynek is megvoltak a jogok a projekthez, és az ő változata előbb valósult meg. Még abban az évben Houston tisztelgett bálványai, például Aretha Franklin, Diana Ross és Dionne Warwick előtt, amikor a Whitney: Live from Washington, D.C. című három estés HBO-koncerten előadta slágereiket. A különkiadás több mint 300 000 dollárt gyűjtött a Children’s Defense Fund számára. 1998 februárjában a 34 éves Houston a 12. Soul Train Music Awardson megkapta a Quincy Jones-díjat a szórakoztatóiparban elért kiemelkedő karrierjéért.

### 1998–2000:My Love Is Your LoveésWhitney: The Greatest Hits
1998-ra Houston már nyolc éve nem készített teljes hosszúságú stúdióalbumot. Folytak megbeszélések Clive Davisszel egy esetleges Greatest Hits albumról, azonban megegyeztek abban, hogy Houston inkább visszatér a stúdióba egy vadonatúj album elkészítéséhez. A hat hét alatt felvett és kevert albumot – ami a leggyorsabb a Houston-felvételeknél – 1998. november 17-én adta ki My Love Is Your Love címmel. Az albumon Rodney Jerkins, Wyclef Jean és Missy Elliott működött közre. Az albumot az Oscar-díjas When You Believe című duett kísérte, amelyet Mariah Carey énekesnővel készítettek az Egyiptom hercege filmzenéjéből. Egy olyan héten, amely tele volt sztárkiadványokkal, az album a Billboard 200-as listán a tizenharmadik helyen debütált, és 1999 augusztusától kezdve hat héten át vezette az európai Top 100-as albumlistát. Az albumról Houston az eddigi legjobb kritikákat kapta. A Rolling Stone szerint Houston „harapós hangon énekel”, a The Village Voice pedig „Whitney eddigi legélesebb és legelégedettebb albumának” nevezte. A Billboard magazin megjegyezte, hogy az album „funkosabb és élesebb hangzású, mint a korábbi kiadványok”, és Houston „nagy ügyességgel kezeli az urban dance, a hip hop, a középtempós R&B, a reggae, a könnyed dalokat és a balladákat”.
Az album öt top 40-es kislemezt hozott a Billboard Hot 100-as listáján, köztük három top ötös kislemezt, a Heartbreak Hotelt, az It’s Not Right but It’s Okay-t és a My Love Is Your Love-ot. A When You Believe a 15. helyen végzett a Hot 100-as listán, míg az album utolsó kislemeze, az I Learned from the Best a 27. helyig jutott. Az album több mint két évig szerepelt a slágerlistákon, és később négyszeres platinalemez lett az Egyesült Államokban négymillió eladott példányszámmal, és világszerte összesen 11 millió példányban kelt el. Az öt kislemezből négy az amerikai Dance Club Songs chart első helyére került, olyanok remixeinek köszönhetően, mint Hex Hector, Junior Vasquez és Thunderpuss. Európában a címadó dal hatalmas sikert aratott, az Eurochart Hot 100-as listájának élére került, és világszerte több mint hárommillió példányban kelt el. 2000 februárjában Houston elnyerte hatodik és egyben utolsó Grammy-díját az It’s Not Right but It’s Okay című dalával A legjobb női R&B vokális teljesítmény kategóriában. Az album európai sikere hozzájárult ahhoz, hogy elnyerje az MTV Europe Music Award Legjobb R&B-nek járó díját. Houston további négy Grammy-jelölést kapott az albumért, a Heartbreak Hotel című dalhoz készült videóklip pedig 13 év után először jelölést hozott neki az MTV Video Music Awardra.
1999-ben Houston részt vett a VH-1 Divas Live ’99 című műsorában Brandy, Mary J. Blige, Tina Turner és Cher mellett. Ugyanebben az évben Houston 70 állomásos My Love Is Your Love World Tour turnéval indult. Míg az észak-amerikai turnét lemondások gyötörték, Houston publicistája „torokproblémákra és hörghurutra” hivatkozott, az európai turné óriási sikert aratott, és az év legnagyobb bevételt hozó aréna-turnéjaként zárta az évet Európában. 1999 novemberében az Amerikai Hanglemezgyártók Szövetsége megrendezte a Century Awards díjátadót, ahol Houston lett az évszázad legsikeresebb R&B női előadója az akkor 51 millió eladott lemezzel, míg a The Bodyguard filmzenéje az évszázad legkelendőbb filmzenealbumának és az évszázad legkelendőbb női előadói albumának járó díjakat kapta. 2000 márciusában Houston a 2000-es Soul Train Music Awards-on az évtized női előadójaként különleges kitüntetést kapott az 1990-es években nyújtott rendkívüli művészi teljesítményéért.
2000 májusában világszerte megjelent a Whitney: The Greatest Hits. A kétlemezes album az Egyesült Államokban az ötödik helyen végzett, az Egyesült Királyságban pedig az első helyen. Emellett az album számos más országban is a Top 10-be került. Míg a balladai dalok változatlanul maradtak, az albumon Houston számos gyors tempójú slágerének house/klub remixe található. Az albumon négy új dal is helyet kapott: Could I Have This Kiss Forever (duett Enrique Iglesias-szal), Same Script, Different Cast (duett Deborah Cox-szal), If I Told You That (duett George Michaellel) és a Fine, valamint három olyan sláger, amely még nem szerepelt Houston egyik albumán sem: One Moment in Time, The Star-Spangled Banner és If You Say My Eyes Are Beautiful, egy duett Jermaine Jacksonnal az 1986-os Precious Moments albumról. Az albummal együtt egy VHS és DVD is megjelent, amely Houston legnagyobb slágereinek videóklipjeit, valamint számos nehezen hozzáférhető élő előadást, köztük az 1983-as debütálását a Merv Griffin Show-ban és interjúkat tartalmaz. A lemez később ötszörös platinalemez lett az Egyesült Államokban, miután ötmillió példányban kelt el, világszerte pedig 11 millió példányban.

### 2000–2008:Just Whitneyés személyes problémák

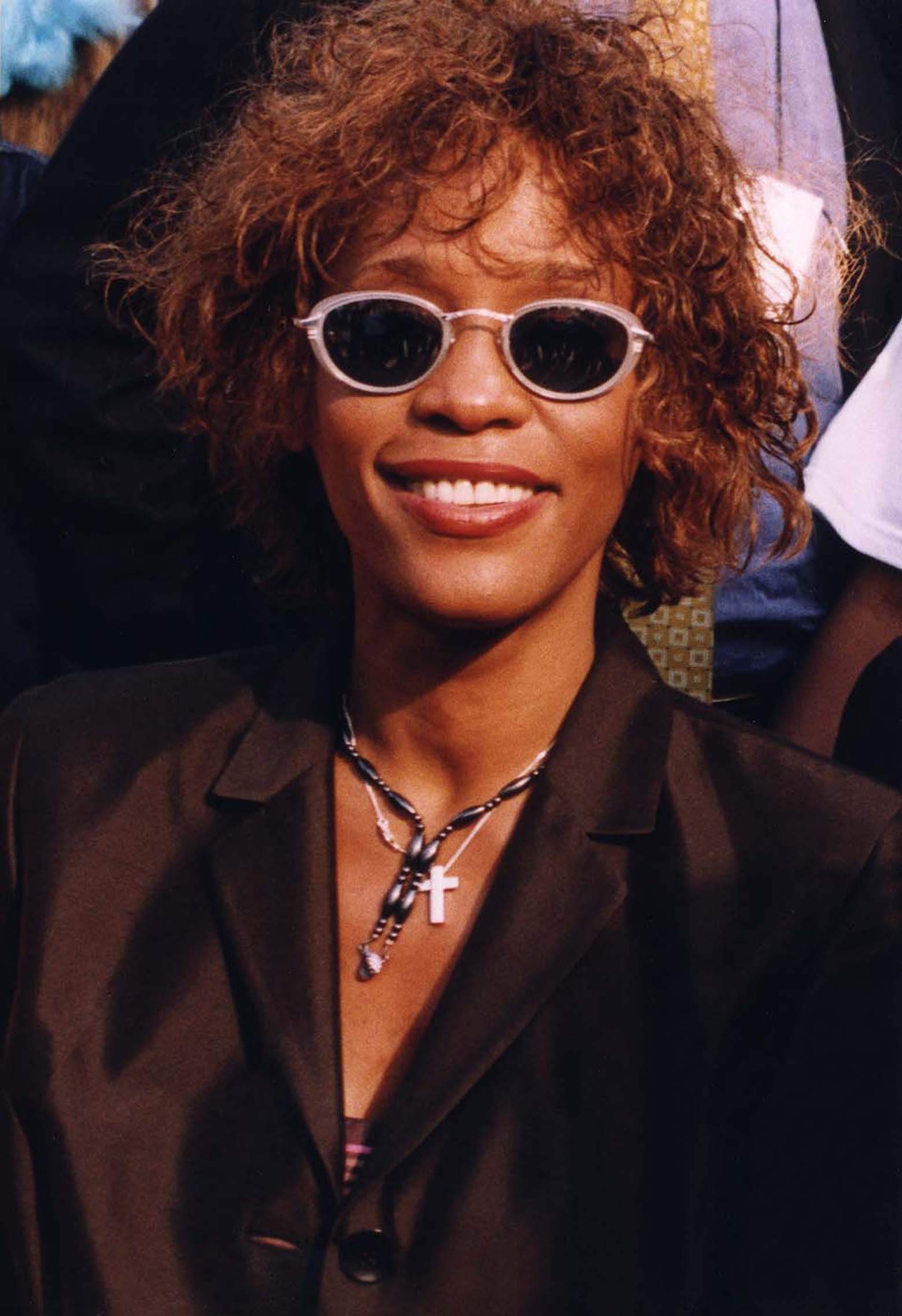
Houston a Capitol Hill előtt, Washingtonban, 2000. október 16-án

Bár az 1980-as években és az 1990-es évek elején Houston „jó kislánynak” számított, akinek tökéletes volt az imidzse, viselkedése 1999-re és 2000-re megváltozott. Gyakran órákat késett az interjúkról, fotózásokról és próbákról, lemondta a koncerteket és talk-show szerepléseket, és beszámolók érkeztek kiszámíthatatlan viselkedéséről. Az elmaradt fellépések és a fogyása miatt olyan pletykák terjedtek el, hogy Houston drogokat használ férjével együtt. 2000. január 11-én, amikor Brownnal utazott, a repülőtéri biztonsági őrök fél uncia marihuánát találtak Houston táskájában a hawaii Keahole-Kona nemzetközi repülőtéren, de a nő elutazott, mielőtt a hatóságok megérkeztek volna. Az ellene felhozott vádakat később ejtették, de a Houston és Brown droghasználatáról szóló pletykák továbbra is a köztudatba kerültek. Két hónappal később Clive Davist beiktatták a Rock and Roll Hall of Fame-be; Houston a tervek szerint fellépett volna az eseményen, de nem jelent meg.
Nem sokkal később Houston fellépését beütemezték az Oscar-díjátadóra, de a zenei rendező és régi barátja, Burt Bacharach menesztette az eseményről. Publicistája torokproblémákra hivatkozott a lemondás okaként. A The Big Show: High Times and Dirty Dealings Backstage at the Academy Awards című könyvében Steve Pond szerző elárulta, hogy „Houston hangja remegett, szórakozottnak és idegesnek tűnt, és a hozzáállása laza, szinte dacos volt”; bár az Over the Rainbow-t kellett volna előadnia, a próbák során egy másik dalt énekelt. Houston később elismerte, hogy menesztették.
2000 májusában Houston régi asszisztense és barátja, Robyn Crawford felmondott Houston menedzsment cégénél. 2019-ben azt mondta, hogy azután távozott, hogy Houston nem volt hajlandó segítséget kérni drogfüggősége miatt. A következő hónapban a Rolling Stone közölt egy cikket, amelyben azt állította, hogy Cissy Houston és mások 1999 júliusában közbeléptek, és sikertelenül próbálták rávenni Whitney-t, hogy vegyen részt drogterápián.
2001 augusztusában Houston aláírta a zenetörténet egyik legnagyobb lemezszerződését az Arista/BMG-vel. A szerződést 100 millió dollárért újította meg, hogy hat új albumot adjon ki, amelyekért szintén jogdíjat kap. Később szerepelt a Michael Jackson: 30th Anniversary Special című televíziós műsorban, ahol rendkívül vékony testalkata tovább szította a drogfogyasztásról szóló pletykákat. Publicistája kijelentette: „Whitney családi ügyek miatt stresszben volt, és amikor stresszben van, nem eszik”. Egy 2009-es, Oprah Winfrey-nek adott interjúban Houston elismerte, hogy a kábítószer-fogyasztás volt az oka a fogyásának. Lemondta a következő estére tervezett második fellépését. A szeptember 11-i támadások után heteken belül újra kiadták Houston The Star-Spangled Banner változatát, a bevételt pedig a New York-i tűzoltók 9/11 katasztrófa-elhárítási alapjának és a New York-i Rendőrség Testvéri Rendjének adományozták. Az amerikai Hot 100-as listán a hatodik helyig jutott, felülmúlva korábbi pozícióját.
2002-ben Houston jogi vitába keveredett a John Houston Enterprise vállalattal. Bár a céget az apja alapította a karrierje menedzselésére, valójában a cég elnöke, Kevin Skinner vezette. Skinner szerződésszegési pert indított, és 100 millió dollárra perelte (de elvesztette), mondván, hogy Houston tartozik a cégnek korábban ki nem fizetett kártérítéssel azért, mert segített neki az Arista Records-szal kötött 100 millió dolláros szerződésének kialkudásában, és a jogi ügyek rendezésében. Houston kijelentette, hogy 81 éves édesapjának semmi köze a perhez. Bár Skinner megpróbálta az ellenkezőjét állítani, John Houston soha nem jelent meg a bíróságon. Houston apja később, 2003 februárjában meghalt. A pert 2004. április 5-én elutasították, és Skinner nem kapott semmit.
Szintén 2002-ben Houston interjút adott Diane Sawyernek, hogy népszerűsítse az akkor készülő albumát. A főműsoridős különkiadás során többek között drogfogyasztásáról és házasságáról is beszélt. A folyamatos pletykákkal kapcsolatban, miszerint cracket használ, a következőket mondta: „Először is, tisztázzunk egy dolgot. A crack olcsó. Túl sok pénzt keresek ahhoz, hogy valaha is cracket szívjak. Ezt tisztázzuk. Oké? Mi nem használunk cracket. Mi nem szívunk ilyet. A crack az hülyeség.” A „crack is wack” sor egy freskóból származik, amelyet Keith Haring 1986-ban festett a manhattani 128. utca és a Second Avenue sarkán lévő kézilabdapályára. Houston azonban elismerte, hogy alkoholt, marihuánát, kokaint és tablettákat fogyaszt; azt is elismerte, hogy édesanyja sürgette, hogy keressen segítséget a droghasználatával kapcsolatban. Azt is tagadta, hogy étkezési zavarai lennének, és hogy nagyon vékony megjelenése összefüggésben lenne a drogfogyasztással. Azt állította továbbá, hogy Bobby Brown soha nem ütötte meg őt, de elismerte, hogy ő megütötte őt.
2002 decemberében Houston kiadta ötödik stúdióalbumát Just Whitney címmel. Az albumon akkori férje, Bobby Brown, valamint Missy Elliott és Babyface is közreműködött, és ez volt az első alkalom, hogy Houston nem dolgozott együtt Clive Davisszel, mivel Davist a BMG felső vezetése menesztette. A Just Whitney megjelenésekor vegyes kritikákat kapott. Az album a Billboard 200-as listán a kilencedik helyen debütált, és az első héten a legmagasabb eladásokat produkálta Houston eddigi albumai közül. Az albumról kiadott négy kislemez nem szerepelt jól a Billboard Hot 100-as listáján, de a dance listákon slágerek lettek. A Just Whitney az Egyesült Államokban platina minősítést kapott, világszerte pedig körülbelül kétmillió példányban kelt el. 2003 végén Houston kiadta első karácsonyi albumát One Wish: The Holiday Album címmel, melyen hagyományos ünnepi dalokat gyűjtött össze. Az album producerei Houston, Mervyn Warren és Gordon Chambers voltak. A One Wish (for Christmas) című kislemez a Top 20-ba került az Adult Contemporary listán, az album pedig arany minősítést kapott az Egyesült Államokban.
2003 decemberében Brown ellen vádat emeltek testi sértésért egy veszekedést követően, amelynek során azzal fenyegette meg Houstont, hogy megveri, majd bántalmazta. A rendőrség jelentése szerint Houston arcán látható sérülések keletkeztek.
Mivel Houston mindig is turnézó művész volt, 2004 nagy részét Európában, a Közel-Keleten, Ázsiában és Oroszországban töltötte. 2004 szeptemberében meglepetésszerűen fellépett a World Music Awards-on, ahol régi barátja, Clive Davis előtt tisztelgett. A show után Davis és Houston bejelentették, hogy stúdióba vonulnak, hogy új albumán dolgozzanak.
2004 elején Brown saját valóságshow-műsorában, a Being Bobby Brownban szerepelt a Bravón. A műsor betekintést nyújtott a Brown-háztartásban zajló családi eseményekbe. Houston az egész műsor alatt kiemelt szerepet játszott, ugyanannyi képernyőidőt kapott, mint Brown. A 2005-ben sugárzott műsorban Houston nem túl hízelgő pillanatokban szerepelt. Évekkel később a The Guardian úgy vélekedett, hogy a műsorban való részvételével Houston elvesztette „méltóságának utolsó maradványait”. A Hollywood Reporter szerint a műsor „kétségtelenül a valaha volt legundorítóbb és legelvetemültebb műsor, amely valaha a televízióba került”. Annak ellenére, hogy a műsor megítélése nem volt pozitív, a legnagyobb nézettséget hozta a Bravónak a maga idejében. A műsort nem újították meg a második évaddal, miután Houston közölte, hogy nem fog többé szerepelni benne, Brown és a Bravo pedig nem tudott megegyezni egy újabb évadról.

### 2009–2012: Visszatérés ésI Look to You

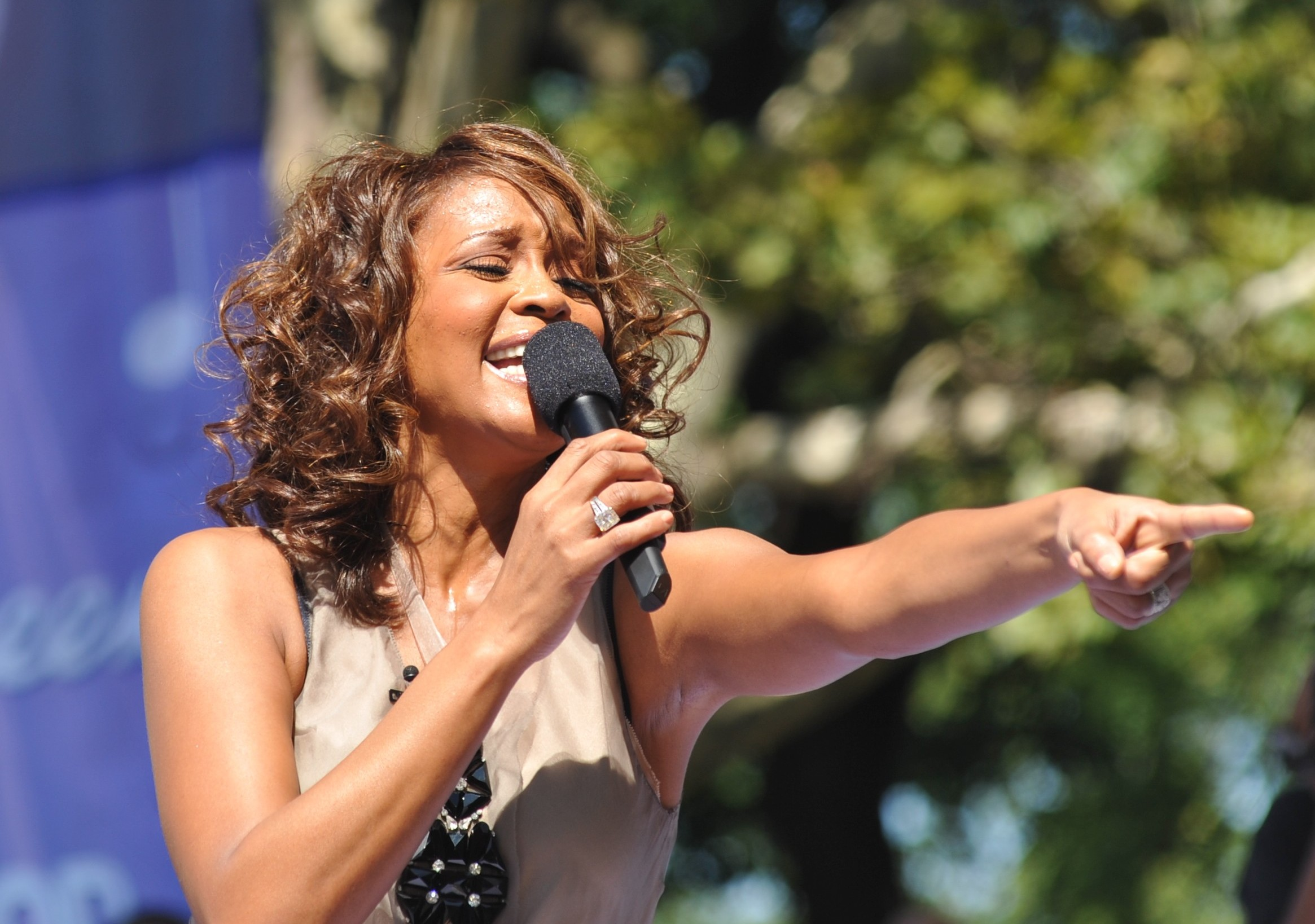
Houston az I Look to You előadása közben a Good Morning America című műsorban, 2009. szeptember 1-én

Houston 2009 szeptemberében, hét év után először adott interjút, amikor megjelent Oprah Winfrey évadnyitó műsorában. Az interjút „az évtized legjobban várt zenei interjújaként” hirdették meg. Houston a műsorban elismerte, hogy Brownnal együtt drogozott a házasságuk alatt; azt mondta, hogy Brown „marihuánát kokainnal kevert”. Winfrey-nek elmondta, hogy a Több mint testőr előtt a drogfogyasztása enyhe volt, a film sikere és a lánya születése után viszont egyre többet drogozott, és 1996-ra „[a drogozás] mindennapos dologgá vált.... Ekkor már nem voltam boldog. Elveszítettem önmagam”. Houston elmondta Winfreynek, hogy részt vett egy 30 napos rehabilitációs programon. Houston azt is elismerte Oprahnak, hogy a rehabilitáció után is folytatta a droghasználatot, és hogy egy alkalommal az édesanyja bírósági végzést és a rendőri szervek segítségét is igénybe vette, hogy további drogkezelésre kényszerítse. 2013-ban Remembering Whitney: My Story of Love, Loss and the Night the Music Stopped címmel megjelent könyvében Cissy Houston a következőképpen írta le a jelenetet, amellyel Whitney Houston házában találkozott 2005-ben: „Valaki a falakra és az ajtóra nagy, csillogó szemeket és furcsa arcokat festett. Gonosz szemek, amelyek fenyegetésként meredtek ránk... Egy másik szobában volt egy nagy, bekeretezett fénykép [Whitney-ről] – de valaki kivágta a fejét. Több mint felkavaró volt, hogy a lányom arcát így kivágva láttam”. Ez a látogatás arra késztette Cissy-t, hogy a rendvédelmi szervekkel együtt visszatérjen, és beavatkozást hajtson végre. Houston azt is elmondta Winfreynek, hogy Brown érzelmileg bántalmazta őt a házasságuk alatt, sőt, egy alkalommal le is köpte. Amikor Winfrey megkérdezte Houstont, hogy drogmentes-e, Houston így válaszolt: „Igen, hölgyem... Úgy értem, ne hidd, hogy nincsenek vágyaim rá”.
Houston 2009 augusztusában adta ki új albumát I Look to You címmel. Az album első két kislemeze a címadó I Look to You és a Million Dollar Bill voltak. Az album a Billboard 200-as listáján az első helyen végzett Houston legjobb nyitó heti eladásával, 305 000 példánnyal, ezzel Houston első első listavezető albuma lett a The Bodyguard óta, és Houston első stúdióalbuma, amely az 1987-es Whitney óta az első helyen végzett. Houston európai televíziós műsorokban is megjelent, hogy népszerűsítse az albumot. Előadta az I Look to You-t a Wetten, dass...? című német televíziós műsorban. Houston vendégmentorként szerepelt az Egyesült Királyságban a The X Factor című műsorban. A következő napi eredményhirdetésen a Million Dollar Bill című dalt adta elő, amit még akkor is befejezett, amikor két másodperccel az előadás megkezdése után szétpattant a ruhája hátsó pántja. Később úgy nyilatkozott, hogy „kiénekelte magát a ruhájából”. Az előadást a brit média rosszul fogadta, és „furcsának”, valamint „tapintatlannak” minősítette.
E fogadtatás ellenére a Million Dollar Bill a 14. helyről az ötödik helyre ugrott (az első brit top 5-ös helyezése több mint egy évtizede). Három héttel a megjelenése után az I Look to You aranylemez lett. Houston szerepelt a The X Factor olasz változatában, ahol kiváló kritikákat kapott a Million Dollar Bill című dallal. Novemberben Houston az I Didn’t Know My Own Strength című dalt adta elő a 2009-es American Music Awards díjátadón Los Angelesben, Kaliforniában. Két nappal később Houston előadta a Million Dollar Bill és az I Wanna Dance with Somebody (Who Loves Me) című dalokat a Dancing with the Stars kilencedik évadának döntőjében.

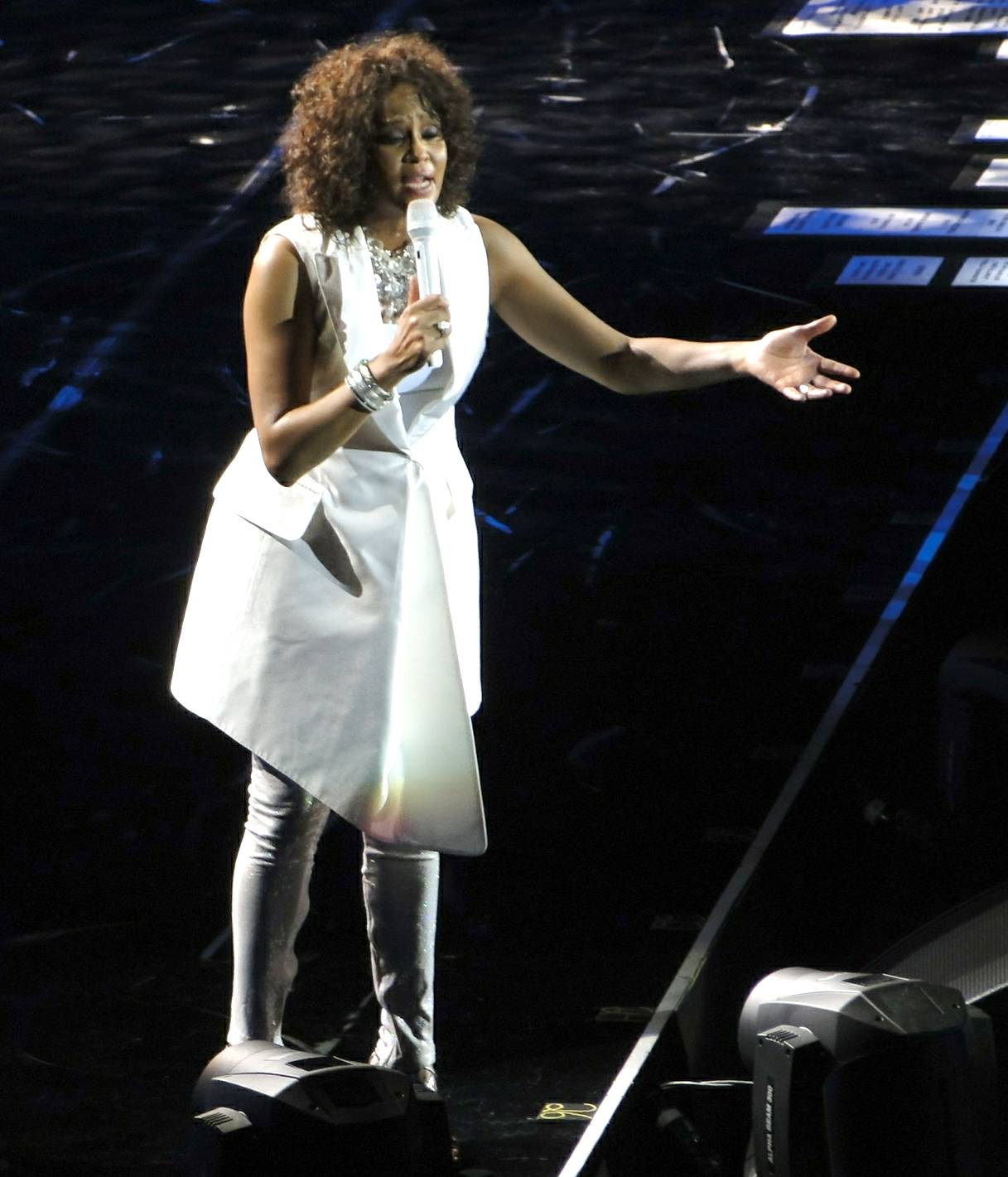
Houston a londoni O_{2} Arénában, 2010. április 28-án, a Nothing but Love World Tour keretében

Houston később világkörüli turnéra indult Nothing but Love World Tour címmel. Ez volt az első világkörüli turnéja több mint tíz év után, és diadalmas visszatérésként jelentették be. Néhány rossz kritika és az átütemezett koncertek azonban negatív médianyilvánosságot hoztak. Houston betegség miatt lemondott néhány koncertet, és széles körben negatív kritikákat kapott a rajongóktól, akik csalódtak a hangja és az előadásmódja minőségében. Többen kisétáltak a koncertjeiről.
2010 januárjában Houstont két NAACP Image Awards-díjra jelölték, az egyiket A legjobb női előadónak, a másikat pedig A legjobb zenei videónak járó díjra. Az I Look to You című kislemezéért A legjobb zenei videóért járó díjat nyerte el. Január 16-án megkapta a BET Honors díjat a szórakoztatóiparban eltöltött több mint 25 éves életművére hivatkozva. Houston a I Look to You című dalt a 2011-es BET Celebration of Gospel-en is előadta Kim Burrell gospel-jazz énekesnővel, amelyet a Los Angeles-i Staples Centerben tartottak. Az előadás 2011. január 30-án került adásba.
2011 májusában Houston ismét bejelentkezett egy rehabilitációs központba, drog- és alkoholproblémákra hivatkozva. Houston képviselője azt mondta, hogy az ambuláns kezelés Houston „hosszú ideje tartó felépülési folyamatának” része volt. 2011 szeptemberében a The Hollywood Reporter bejelentette, hogy Houston lesz a producere és főszereplője Jordin Sparks és Mike Epps mellett az 1976-os Sparkle című film remake-jének. A filmben Houston alakítja Sparks „nem túl biztató” édesanyját. Houston a film executive producereként is szerepel. Debra Martin Chase, a Sparkle producere kijelentette, hogy Houston megérdemelte a címszerepet, tekintve, hogy a kezdetektől fogva, 2001-től kezdve ott volt, amikor Houston megszerezte a Sparkle gyártási jogait. Az R&B-énekesnő Aaliyah – akit eredetileg Sparkle szerepére jelöltek ki – 2001-ben repülőgép-szerencsétlenségben meghalt. Halála derékba törte a produkciót, amely 2002-ben kezdődött volna. A Sparkle remake-jét 2011 végén két hónapon át forgatták, és a TriStar Pictures adta ki. 2012. május 21-én a RyanSeacrest.com-on mutatták be a Celebrate című dalt, Houstonnak a Sparks-szal közösen felvett utolsó dalát. Június 5-én vált elérhetővé digitális letöltésre az iTunes-on. A dal a Sparkl: Music from the Motion Picture soundtrack első hivatalos kislemezeként jelent meg. A filmet 2012. augusztus 17-én mutatták be az Egyesült Államokban.

## Magánélete
16 éves korában Houston találkozott Robyn Crawforddal, aki akkoriban a Monmouth Egyetem kosárlabdázója volt, miközben mindketten felügyelőként dolgoztak egy East Orange-i ifjúsági nyári táborban. Ők ketten gyorsan összebarátkoztak, és Houston később úgy jellemezte Crawfordot, mint „a húgát, aki sosem volt neki”. Miután Houston elvégezte az iskolát, szobatársak lettek egy Woodbridge-i lakóparkban, 20 mérföldre East Orange-tól. Nem sokkal azután, hogy Houston leszerződött az Aristához, Crawford az énekesnő vezető asszisztense lett. Houston kezdeti hírneve alatt a pletykák szerint Houston és Crawford között románc alakult ki, amit mindketten tagadtak egy 1987-es Time-interjú során. 2019-ben Crawford az A Song for You: My Life with Whitney Houston című memoárjában elismerte, hogy korai kapcsolatukban volt szexuális kapcsolat köztük, de abbahagyták, mielőtt Houston lemezszerződést kötött volna. Crawford 2000-ig Houston közeli barátja és alkalmazottja maradt.
Az 1980-as években Houston párkapcsolatban volt Jermaine Jackson zenésszel, Randall Cunningham amerikai futballsztárral, Brad Johnson étteremtulajdonossal és Eddie Murphy színésszel. Az 1989-es Soul Train Music Awards-on találkozott Bobby Brown R&B énekessel. Hároméves kapcsolat után 1992. július 18-án házasodtak össze. A két énekes alkalmanként dalokban is együttműködött, többek között a Something in Common című dalon. Brown többször is összetűzésbe került a törvénnyel ittas vezetés, kábítószer-birtoklás és testi sértés miatt, beleértve néhány börtönbüntetést is. 1993. március 4-én Houston életet adott lányuknak, Bobbi Kristina Brownnak (1993. március 4. – 2015. július 26.), ő volt a pár egyetlen gyermeke. Houston 1993-ban Barbara Waltersnek adott interjújában elárulta, hogy a Több mint testőr forgatása alatt elvetélt. Házasságuk alatt Houston és Brown megpróbáltak még egy gyermeket vállalni, Houston többször is elvetélt, többek között 1994 júliusában és 1996 decemberében.
2003 decemberében Brownt testi sértéssel vádolták meg egy veszekedést követően, amelynek során azzal fenyegetőzött, hogy megveri Houstont, majd bántalmazta őt. A rendőrség jelentése szerint Houston arcán látható sérülések keletkeztek. 2006 szeptemberében, egy évvel azután, hogy a Being Bobby Brown adásba került, Houston különválási kérelmet nyújtott be Browntól, majd a következő hónapban beadta a válókeresetet. A válást 2007. április 24-én mondták ki, Houston elismerte, hogy Brown „megbízhatatlan” volt a tinédzser lányuk eltartásában.

## Halála és temetése

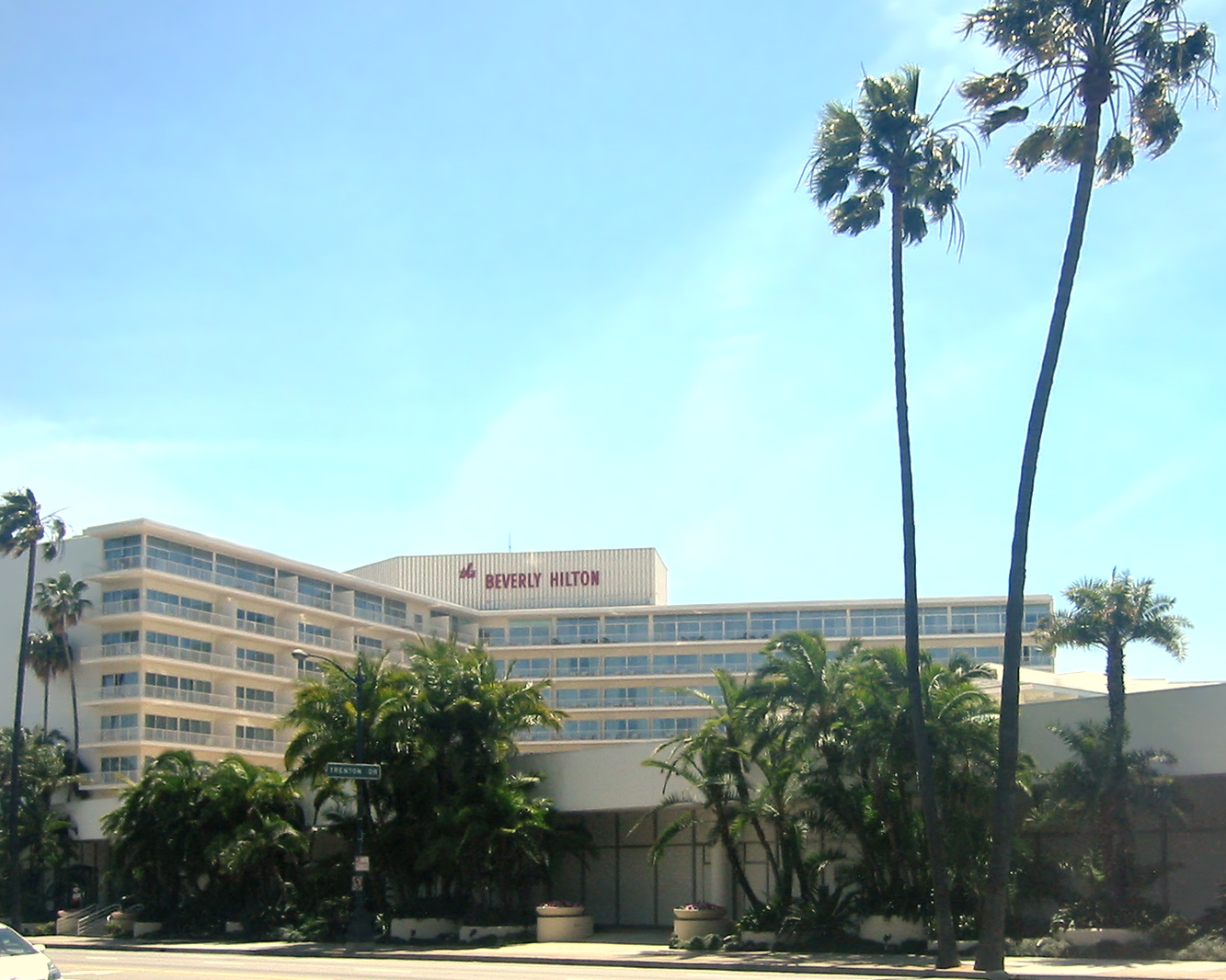
A Beverly Hilton Hotel, ahol Houston holttestét megtalálták

Houston a beszámolók szerint „ziláltnak” és „kiszámíthatatlannak” tűnt a halála előtti napokban. 2012. február 9-én Houston meglátogatta Brandy és Monica énekesnőket Clive Davisszel együtt, amikor próbáltak Davis Grammy-díj előtti partijára a Beverly Hills-i The Beverly Hilton hotelben. Ugyanezen a napon volt az utolsó nyilvános fellépése, amikor a kaliforniai Hollywoodban csatlakozott Kelly Price-hoz a színpadon, és elénekelte a Jesus Loves Me-t.
Két nappal később, február 11-én Houstont eszméletlenül találták a Beverly Hilton 434-es lakosztályában, a fürdőkádban elmerülve. A Beverly Hills-i mentősök 15:30 körül érkeztek meg, Houston nem reagált, és szívmasszázst végeztek rajta. Houston halálát 15:55-kor állapították meg. A halál oka nem volt azonnal ismert; a helyi rendőrség szerint „nem volt nyilvánvaló jele bűncselekményre utaló szándéknak”.

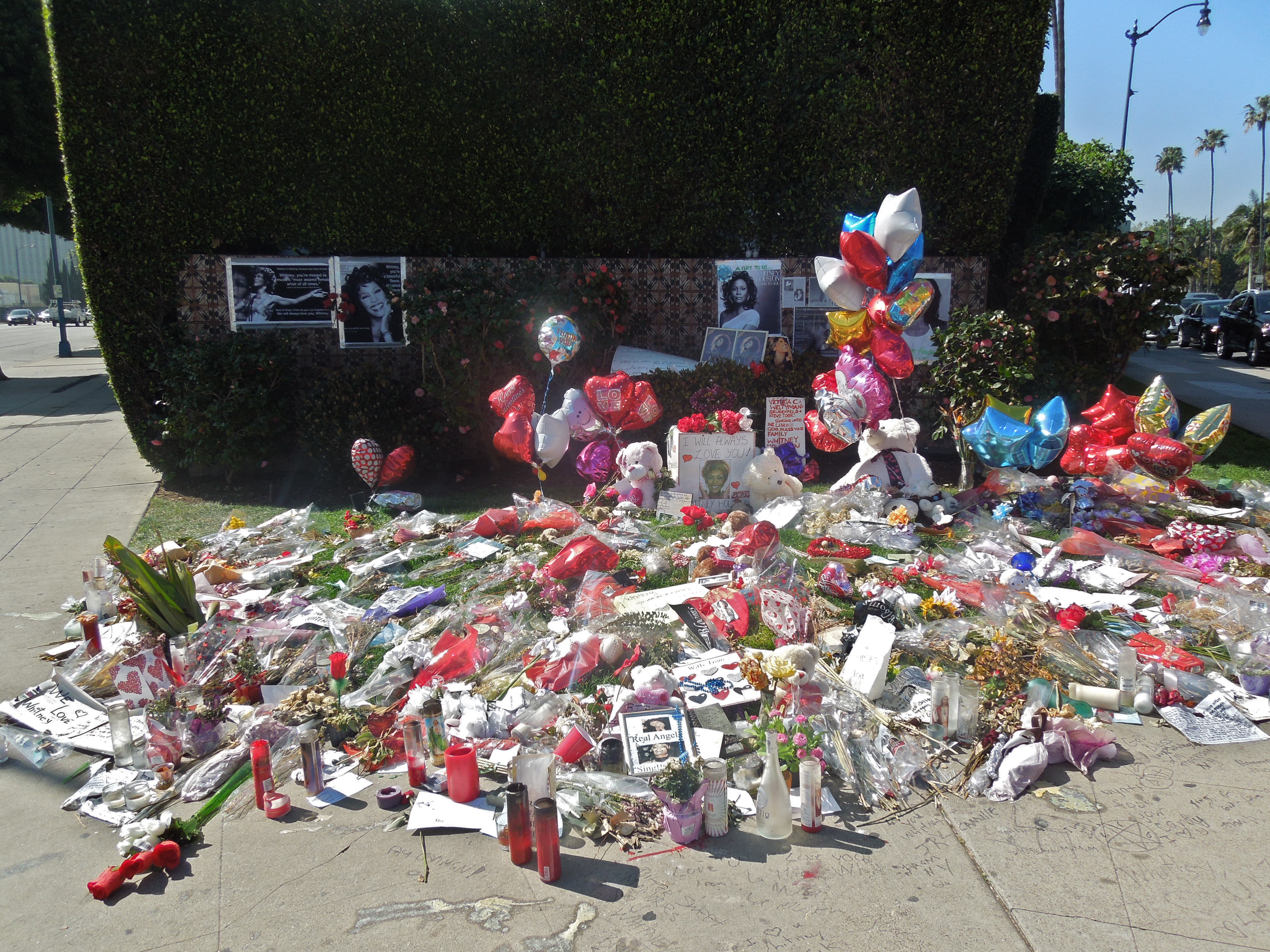
Virágok a Beverly Hilton Hotel közelében

2012. február 18-án meghívásos gyászistentiszteletet tartottak Houston tiszteletére a New Jersey állambeli Newarkban lévő New Hope Baptista Templomban. Az istentiszteletet két órára tervezték, de négy órán át tartott. A temetésen fellépett többek között Stevie Wonder (a Ribbon in the Sky és a Love’s in Need of Love Today átírt változata), CeCe Winans (Don’t Cry és Jesus Loves Me), Alicia Keys (Send Me an Angel), Kim Burrell (az A Change Is Gonna Come átírt változata) és R. Kelly (I Look to You).
Az előadásokat a templomi kórus énekei és Clive Davis, Houston lemezproducere, Kevin Costner, Rickey Minor, a zenei igazgatója, Dionne Warwick, az unokatestvére és testőre, Ray Watson váltotta fel. Aretha Franklin szerepelt a programban, és arra számítottak, hogy énekelni fog, de nem tudott részt venni a szertartáson. Bobby Brown nem sokkal a szertartás kezdete után távozott. Houstont 2012. február 19-én temették el a New Jersey állambeli Westfieldben, a Fairview temetőben, édesapja, John Russell Houston mellé, aki 2003-ban halt meg.
2012. március 22-én a Los Angeles megyei halottkém jelentése szerint Houston halálát fulladás és „az ateroszklerotikus szívbetegség és a kokainhasználat hatásai” okozták. A hivatal szerint a Houston testében talált kokain mennyisége arra utal, hogy nem sokkal a halála előtt használta a szert. A toxikológiai eredmények további kábítószereket mutattak ki a szervezetében: difenhidramin (Benadryl), alprazolam (Xanax; a benzodiazepineknek nevezett vegyületek triazolbenzodiazepin csoportjába tartozó, mérsékelt hatású, erős nyugtatószer), kannabisz és ciklobenzaprin (Flexeril). A halál okaként „baleset” szerepel.

### Reakció

#### Grammy-gála előestéje
A 2012. február 11-i Clive Davis Grammy-gála előtti partiján, amelyre Houstont is várták, és amelyen a zene és a filmvilág számos nagy neve jelen volt, a tervek szerint zajlott – bár gyorsan Houston tiszteletére rendezett ünnepséggé alakult. Davis az est kezdetén beszélt Houston haláláról:
Mostanra már mindannyian értesültetek a kimondhatatlanul tragikus hírről, hogy szeretett Whitney-ünk elhunyt. Nem kell lepleznem az érzelmeimet egy olyan terem előtt, ami tele van ennyi kedves baráttal. Személy szerint engem személyesen is megrázott annak elvesztése, aki oly sok éven át oly sokat jelentett nekem. Whitney annyira tele volt élettel. Annyira várta már a ma estét, még akkor is, ha nem volt betervezve, hogy fellépjen. Whitney csodálatos ember volt, és páratlanul tehetséges. Fenséges jelenlétével megtisztelte ezt a színpadot, és annyi emlékezetes előadást adott itt az évek során. Egyszerűen fogalmazva, Whitney azt akarta volna, hogy a zene tovább szóljon, és a családja azt kérte, hogy mi pedig ne feledjük.
Tony Bennett is beszélt Houston haláláról, mielőtt fellépett volna Davis partiján. Azt mondta: „Először Michael Jackson, aztán Amy Winehouse, most pedig a csodálatos Whitney Houston”. Bennett elénekelte a How Do You Keep the Music Playing? című dalt, és azt mondta Houstonról: „Amikor először hallottam őt, felhívtam Clive Davist, és azt mondtam: 'Végre megtaláltad a legjobb énekesnőt, akit valaha is hallottam.'”
Néhány híresség ellenezte Davis döntését, hogy megtartsa az eseményt, miközben Houston szállodai szobájában rendőrségi vizsgálat folyt, és a holttest még mindig az épületben volt. Chaka Khan Piers Morgan műsorvezetőnek 2012. február 13-án adott interjújában elmondta, hogy szerinte le kellett volna mondani a partit, és így nyilatkozott: „Szerintem ez teljes őrület volt. És Whitney-t ismerve nem hiszem, hogy azt mondta volna, hogy 'a shownak folytatódnia kell'. Ő az a fajta nő, aki azt mondta volna: 'Állítsatok le mindent! Un-unh. Én nem leszek ott'”.
Sharon Osbourne elítélte a Davis-bulit, és kijelentette: „Szerintem szégyenletes volt, hogy a parti megrendezésre került. Nem akarok egy szállodai teremben lenni, amikor ott van valaki, akit csodálsz, és négy emelettel feljebb tragikusan életét vesztette. Nem akarok ilyen környezetben lenni, és úgy gondolom, hogy amikor gyászolsz valakit, akkor ezt magadban teszed, és olyan emberekkel teszed, akik megértenek téged. Úgy gondoltam, hogy ez annyira helytelen.”

#### További reakciók és megemlékezések

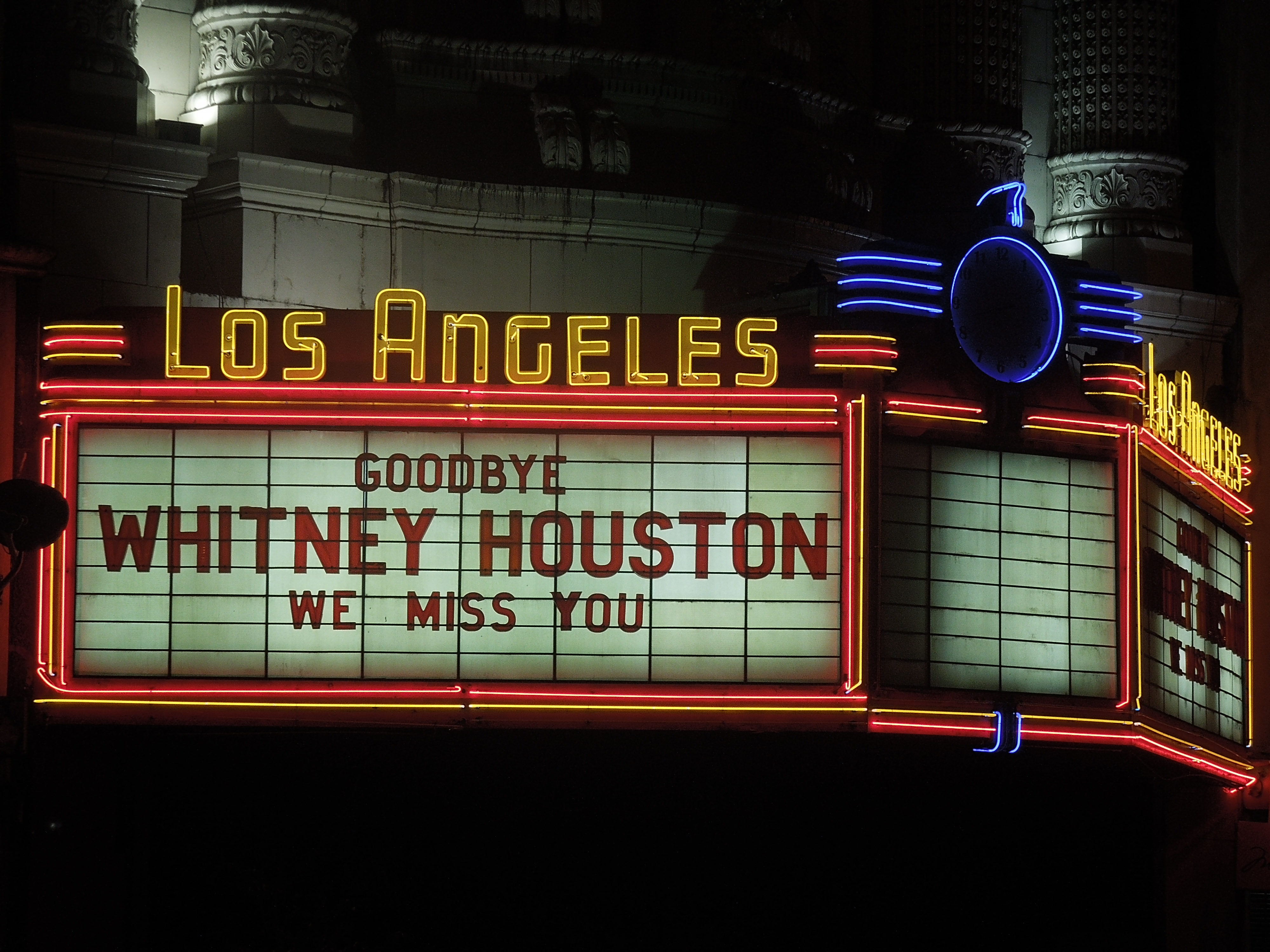
„Hiányzol” üzenet a Los Angeles Theatre bejáratánál

Sok más híresség is közleményt adott ki Houston halálára reagálva. Darlene Love, Houston keresztanyja a halálhír hallatán azt mondta: „Úgy éreztem, mintha villám csapott volna a lelkembe”. Dolly Parton, akinek I Will Always Love You című dalát Houston feldolgozta, így nyilatkozott: „Mindig hálás leszek és csodálattal tölt el az a csodálatos előadás, amit az én dalomból csinált, és őszintén, szívből mondhatom: Whitney, mindig szeretni foglak. Hiányozni fogsz.” Aretha Franklin azt mondta: „Annyira megdöbbentő és hihetetlen. Nem tudtam elhinni, amit a tévéképernyőn keresztül olvastam.” Mások is tiszteletüket tették, köztük Mariah Carey, Quincy Jones és Oprah Winfrey.
Percekkel halálhíre után az ABC, a CBS, az NBC és a CNN, az MSNBC, a Fox News, a BBC News, a Sky News mind megszakították a szokásos programjukat, hogy időt szenteljenek Houston halálának non-stop tudósítására. A hírcsatornák élő interjúkat sugároztak olyan emberekkel, akik ismerték Houstont, köztük azokkal, akik vele dolgoztak, valamint a zeneiparban dolgozó társaival. A Saturday Night Live egy mosolygós képet mutatott be Houstonról Molly Shannon mellett, 1996-os szerepléséről. Az MTV és a VH1 február 12-én, vasárnap megszakította szokásos műsorrendjét, hogy Houston videoklipjeit sugározza, az MTV pedig gyakran sugárzott hírrészleteket is a videóklipek között, valamint a rajongók és a hírességek különböző reakcióit.
Csak a Twitteren a Houston halálhírének megjelenését követő első teljes órában 2 481 652 tweet és retweet érkezett.
Houston egykori férje, Bobby Brown a hírek szerint „sírógörcsöt kapott”, miután megtudta a hírt. Nem mondta le a tervezett fellépését, és néhány órával volt felesége hirtelen halála után egy Mississippi állambeli közönség nézte végig, ahogy Brown könnyes szemmel csókokat ereszt az ég felé és azt mondja: „Szeretlek, Whitney”.
Ken Ehrlich, az 54. Grammy-díjkiosztó vezető producere bejelentette, hogy Jennifer Hudson a 2012. február 12-i ünnepségen Houston tiszteletére fog fellépni. Elmondta: „A rendezvény szervezői úgy vélték, hogy Hudson – Oscar-díjas színésznő és Grammy-díjas művész – tiszteletteljes zenei emléket tudna állítani Houstonnak”. Ehrlich így folytatta: „Túl friss még mindenki emlékezetében ahhoz, hogy most ennél többet tegyünk, de hanyagság lenne, ha nem ismernénk el Whitney figyelemre méltó hozzájárulását a zene rajongókhoz általában, és különösen a Grammy televíziós közvetítéshez való szoros kötődését, valamint az évek során kapott jelöléseit és Grammy-győzelmeit”. A díjátadó elején a házigazda LL Cool J által felolvasott imát követően levetítették Houston előadását az 1994-es Grammy-n elhangzott I Will Always Love You című dalról. Hudson az I Will Always Love You előadásával tisztelgett Houston és a többi, az elmúlt évben elhunyt művész előtt. Részben a tiszteletadásnak köszönhető, hogy a Grammy-közvetítés története második legmagasabb nézettségét érte el.
Houstont a február 17-én megrendezett 43. NAACP Image Awards díjátadón különböző elismerésekkel tisztelték meg. Houstonról és a 2011-ben elhunyt fontos fekete személyiségekről készült képmontázst az 1994-es ünnepségről készült videofelvételek követték, amelyeken Houston két Image-díjat vett át. A videós megemlékezés után Yolanda Adams előadta az I Love the Lord című dalt a Kinek a papné filmzenéjéről. A díjkiosztó fináléjában Kirk Franklin és a Family a The Greatest Love of All című számmal kezdte előadását.
A 2012-es Brit Awards, amelyre február 21-én került sor a londoni O2 Arénában, szintén tisztelgett Houston előtt azzal, hogy a gála első részében egy 30 másodperces videómontázst játszottak le az énekesnő klipjeiből, a háttérzeneként pedig a One Moment in Time szólt. Chris Christie, New Jersey kormányzója közölte, hogy február 21-én, kedden félárbocra eresztik New Jersey állam összes zászlaját Houston tiszteletére. Houston a filmipar más, nemrég elhunyt személyiségeivel együtt szerepelt a 2012. február 26-án megrendezett 84. Oscar-gála „In Memoriam” montázsában is.
2012 júniusában a Newarkban megrendezett McDonald's Gospelfestet Houston tiszteletére szentelték.
Beyoncé a Revel Presents: Beyoncé Live című rezidenciája során 2012 májusában a Revel üdülőhelyen tisztelgett Houston előtt, előadva az I Will Always Love You első versszakát és refrénjét.
Houston vezette a Google keresések listáját 2012-ben, mind globálisan, mind az Egyesült Államokban.
2017. május 17-én Bebe Rexha kiadta The Way I Are (Dance with Somebody) című kislemezét All Your Fault című kétrészes albumáról. A dal a nyitó dalszövegben megemlíti Houston nevét: „I’m sorry, I’m not the most pretty, I’ll never ever sing like Whitney”, majd a refrénben Houston néhány dalszövegét veszi át az I Wanna Dance with Somebody (Who Loves Me) című dalból. A dal részben Whitney Houston emlékére készült.

### Lemezeladások a halála után
Houston lemezkiadójának képviselői szerint Houston világszerte 3,7 millió albumot és 4,3 millió kislemezt adott el halála évének első tíz hónapjában. Alig 24 óra elteltével Houston halálhíre és a Nielsen SoundScan heti albumlistájának összeállítása között, a Whitney: The Greatest Hits 64 000 eladott példánnyal bekerült a Top 10-be; ez 10 419 százalékos növekedést jelent az előző héthez képest. Az iTunes 100 legtöbbet letöltött zeneszáma közül 43 Houston-dal volt, köztük az I Will Always Love You a The Bodyguard filmzenéről, amely az első helyen állt. Két másik Houston-klasszikus, az I Wanna Dance With Somebody (Who Loves Me) és a Greatest Love of All is bekerült a top 10-be. A kereslet olyan hirtelen nőtt meg, hogy kislemezeinek eladásai csak az Egyesült Államokban 24 óra alatt több mint 887 000 fizetős daltöltésre emelkedtek.
Az I Will Always Love You című kislemez közel húsz év után visszatért a Billboard Hot 100-as listájára, és a harmadik helyen végzett, ezzel Houston posztumusz top tízes kislemez lett, az első 2001 óta. Két másik Houston-dal is visszaugrott a Hot 100-as listára: az I Wanna Dance With Somebody (Who Loves Me) a 25. helyre, a Greatest Love of All pedig a 36. helyre. Február 11-én bekövetkezett halála hihetetlen felhajtást váltott ki a YouTube és Vevo oldalain. A halálát megelőző heti 868 000 megtekintésről a halálát követő héten 40 200 000 megtekintésre emelkedett, ami 45-szörös növekedést jelent.
2012. február 29-én Houston lett az első női előadó, az első szólóelőadó és az első posztumusz előadó a történelemben, aki egyszerre három vagy több albummal került az amerikai Billboard 200-as lista első tíz helyére: Whitney: The Greatest Hits a második, The Bodyguard a hatodik, Whitney Houston pedig a kilencedik helyen szerepelt. 2012. március 7-én Houston két további bravúrt is elért az amerikai Billboard listán: ő lett az első női előadó, akinek kilenc albuma került a top 100-as listán belülre (a Whitney: The Greatest Hits a 2., a The Bodyguard az 5., Whitney Houston a 10., az I Look to You a 13., a Triple Feature a 21., a My Love Is Your Love a 31., az I’m Your Baby Tonight a 32., a Just Whitney az 50. és a The Preacher's Wife a 80. helyen); emellett más Houston-albumok is felkerültek az amerikai Billboard Top 200 Album Chartra ebben az időben. Adele után Houston lett a második női előadó, akinek két albuma is bekerült az amerikai Billboard Top 200-as lista első öt helyezettje közé: a Whitney: The Greatest Hits a 2., a The Bodyguard pedig az 5. helyen végzett. Emellett Houston Guinness-rekordot állított fel azzal, hogy ő volt az első női előadó, aki a legtöbb albumot juttatta egyszerre a Billboard 200-as listán belülre, tízzel. 2023 októberében Houston 30 millió dollárt keresve felkerült a Forbes tíz legjobban kereső posztumusz hírességének listájára, később Houston posztumusz Guinness-rekord-bejegyzést nyert, mint a legjobban kereső posztumusz női híresség

### Posztumusz kiadványok
Houston első posztumusz Greatest Hits-albuma, az I Will Always Love You: The Best of Whitney Houston címmel 2012. november 13-án jelent meg az RCA Records gondozásában. A lemezen az első helyezett slágereinek felújított változatai, egy kiadatlan dal, a Never Give Up és az I Look to You R. Kellyvel közös duett verziója szerepel. Az album két NAACP Image Awards-díjat nyert a Legjobb album és a Legjobb dal kategóriában (I Look to You). A RIAA 2020-ban arany minősítést adott neki. 2021 októberében az albumot újra kiadták bakelitlemezen, rajta Houston első posztumusz slágerével, a Higher Love-val. Megjelenése óta több mint 170 hetet töltött a Billboard 200-as listáján, ezzel az egyik leghosszabb ideig listás válogatáslemez lett, H.E.R. után a második női előadótól. A 2023. május 27-i héten Madonna The Immaculate Collection című albumát váltotta fel a Billboard 200 történetének leghosszabb ideig listán szereplő női Greatest Hits-albumaként, miután 149 hetet töltött a listán.
Houston posztumusz koncertlemeze, a Her Greatest Performances (2014) amerikai R&B listavezető lett, és pozitív kritikákat kapott a zenekritikusoktól. 2017-ben a 25 éves évforduló alkalmából újrakiadták a The Bodyguard filmzenéjét I Wish You Love: More from The Bodyguard címmel a Legacy Recordings gondozásában. A kiadvány Houston Bodyguard dalainak filmváltozatait, remixeit és élő előadásait tartalmazza.
2019-ben jelent meg kislemezként Houston és Kygo közös verziója a Higher Love című dalból. A felvétel világsiker lett. A brit kislemezlistán a második helyen végzett, és több országban is a top tízbe került. A Higher Love-ot jelölték a 2020-as Billboard Music Awards-on Az év legjobb dance/elektronikus dala, a 2020-as iHeartRadio Music Awards-on Az év dance dala és A legjobb remix kategóriában. Az Egyesült Államokban, Ausztráliában, Kanadában, Lengyelországban  és az Egyesült Királyságban többszörös platina minősítést kapott. A dal Dániában, Svájcban, Belgiumban és Spanyolországban is platinalemez lett.
2022. december 16-án az RCA kiadta Houston életrajzi filmjéhez készült soundtrack albumát I Wanna Dance with Somebody (The Movie: Whitney New, Classic and Reimagined) címmel a világ minden digitális letöltési platformján. A filmzene tartalmazza Houston néhány klasszikusának újragondolt remixét és számos újonnan felkapott dalt, mint például CeCe Winans Don’t Cry című dalának feldolgozását (Houston filmzenéjén Don’t Cry for Me-ként szerepel), amelyet Houston 1994 januárjában, a Los Angeles-i Commitment to Life AIDS jótékonysági koncerten adott elő, és amelyet Sam Feldt producer remixelt.
2023 márciusában az Arista, a Legacy Recordings és a Gaither Music Group kiadta Houston első gospel válogatáslemezét I Go to the Rockː The Gospel Music of Whitney Houston címmel. Az album három 1981-es demófelvételt is tartalmaz, amelyeket Houston 17 éves korában vett fel, köztük a Testimony-t és a He Can Use Me-t. Emellett felkerültek olyan élő felvételek is, amelyeken Houston a gospel standardeket, a This Day-t, a He/I Believe-t és CeCe Winans-szal a Bridge Over Troubled Water-t adja elő, amelyet 1995-ben, a VH1 Honors-on rögzítettek élőben, valamint korábbi felvételek a The Bodyguard, a The Preacher's Wife és a Sparkle című filmekből. Az album a Billboard Top Gospel Albums listájának második helyén debütált, ami 1996 óta Houston első szereplése a listán. Az album Houston számára posztumusz jelölést hozott a Legjobb Gospel Album kategóriában a 2023-as Billboard Music Awards-on.

## Művészete

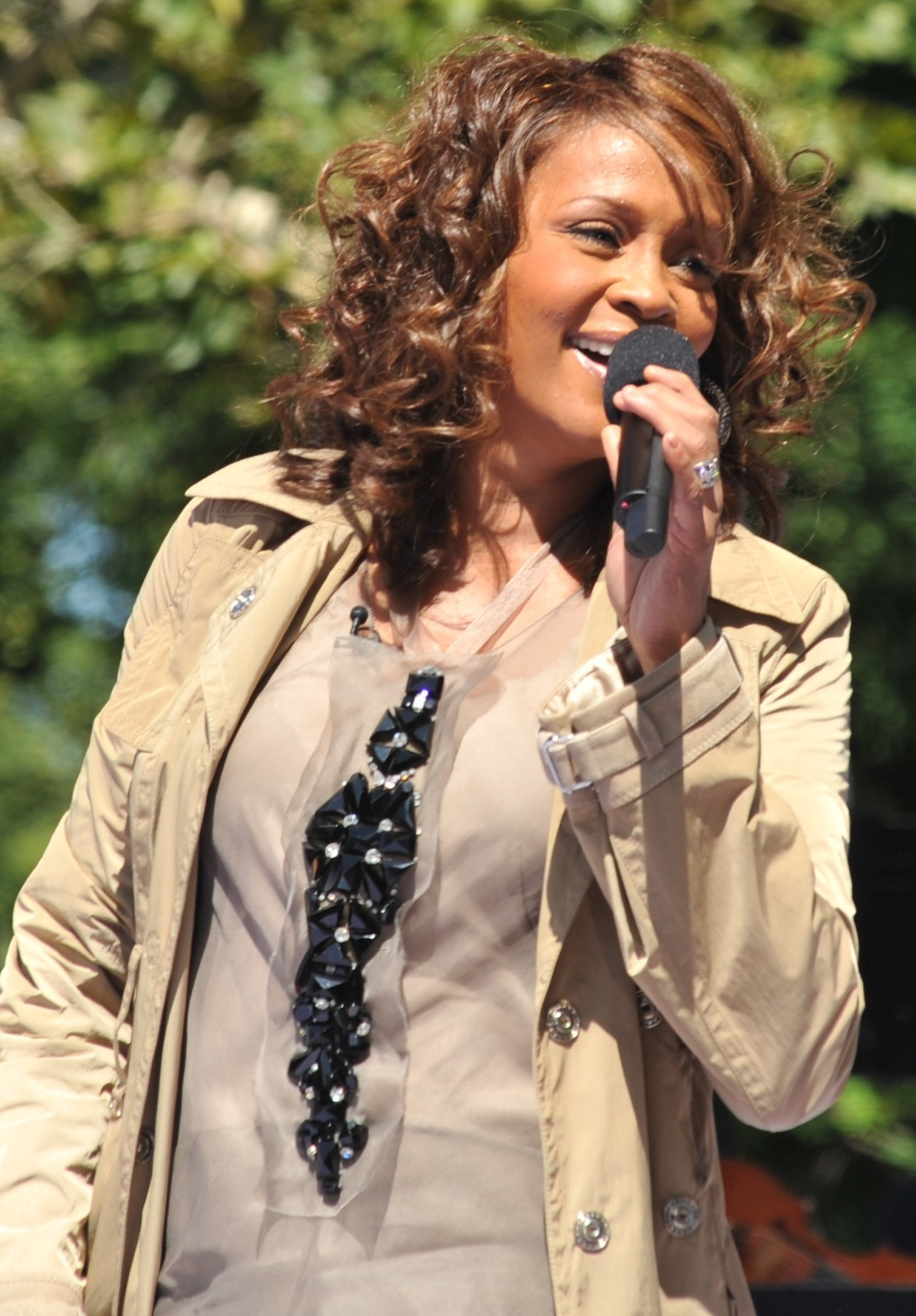
Houston vokális képességei miatt kapta a „The Voice” („A Hang”) becenevet

Houston mezzoszoprán hangterjedelemmel rendelkezett, és hangi tehetsége miatt „The Voice”-nak („A Hang”) is nevezték. Jon Pareles, a The New York Times munkatársa szerint Houston „mindig is nagy hanggal rendelkezett, bársonyos mélységeitől a ballisztikus középső regiszteren át a zengő és egetrengető magasságokig egy technikai csoda volt”. 2023-ban a Rolling Stone minden idők második legnagyobb énekesnőjének rangsorolta Houstont, mondván: „Whitney Houston, az R&B énekesnők zászlóvivője, olyan szopránnal rendelkezett, amely éppoly erőteljes volt, mint amilyen gyengéd. Vegyük például Dolly Parton "I Will Always Love You" című dalának feldolgozását, amely az 1990-es évek egyik meghatározó kislemezévé vált; a dal úgy kezdődik, hogy finoman mereng, kíséret nélküli hangja úgy hangzik, mintha a legkönnyedebb érintéssel forgatná fel a gondolatot, hogy hátrahagyja a szerelmét. A végére a dal átalakul rugalmas, erőteljes felső regiszterének bemutatójává; a címadó mondatot egyformán csontig hatoló érzéssel és technikai tökéletességgel énekli, a dal középpontjában álló ellentmondásos érzelmeket pedig élete következő lépésének kiindulópontjává változtatja.”
Matthew Perpetua a Rolling Stone-tól szintén elismerte Houston énekesi képességeit, és tíz előadást sorolt fel, köztük a How Will I Know-t az 1986-os MTV VMA-n és a The Star-Spangled Banner-t az 1991-es Super Bowl-on. „Whitney Houstont elképesztő hangterjedelemmel és rendkívüli technikai képességekkel áldotta meg az ég, de ami igazán nagyszerű énekesnővé tette, az az volt, hogy képes volt kapcsolódni egy dalhoz, és hihetetlen pontossággal vitte színpadra annak drámáját és érzelmeit” – fogalmazott. „Briliáns előadóművész volt, és élő koncertjei gyakran háttérbe szorították stúdiófelvételeit”. A Newsweek szerint Houston négy oktávos hangterjedelemmel rendelkezett.
Elysa Gardner, a Los Angeles Times munkatársa a Kinek a papné filmzenéjéről írt kritikájában elismerően nyilatkozott Houston énekesi képességeiről: „Ő mindenekelőtt egy popdíva; méghozzá a legjobb, aki csak van. Nincs még egy női popsztár – sem Mariah Carey, sem Celine Dion, sem Barbra Streisand –, aki vetekedhetne Houstonnal a hangjának kifinomult gördülékenységében és tisztaságában, valamint abban a képességében, hogy egy szöveget igéző melodrámával töltsön meg”.
Az énekes és előadóművész Michael Jackson egyik zenei inspirációjaként említette Houston-t. „Csodálatos énekesnő, igazi stylist” – mondta. „Meghallasz egy sort, és máris tudod, hogy ki az”.
Faith Evans R&B énekesnő kijelentette: „Whitney nem csak egy gyönyörű hangú énekesnő volt. Igazi zenész volt. A hangja egy hangszer volt, és tudta, hogyan kell használni. Whitney ugyanolyan komplexitással sajátította el a hangja használatát, mint valaki, aki elsajátította a hegedűt vagy a zongorát. Minden nekifutástól kezdve minden crescendóig összhangban volt azzal, amit a hangjával tenni tudott, és ez nem egyszerű dolog egy énekesnőnek – még egy nagyon tehetségesnek sem –, hogy ezt elérje. Whitney azért lett „The Voice”, mert megdolgozott érte. Ő az, aki 14 éves korában már az anyja háttérénekese volt az ország éjszakai klubjaiban. Ő volt az, aki 17 évesen Chaka Khan háttérénekese volt. Évekig csiszolta a mesterségét a színpadon és a stúdióban, mielőtt lemezkiadóhoz szerződött volna. Énekes családból származott, és zene vette körül; nagyjából olyan formális zenei oktatásban részesült, mint valaki, aki előadóművészeti középiskolába jár, vagy ének szakra jár a főiskolán.”
Jon Caramanica a The New York Times-tól így nyilatkozott: „Hangja tiszta és erős volt, alig volt benne valami durva, jól illett a szerelemről és a vágyakozásról szóló dalokhoz. [ ... ] Az övé a diadal és a teljesítmény hangja volt, és ez számos lenyűgöző énekesi teljesítményt eredményezett.” Mariah Carey így nyilatkozott: „Neki [Whitney-nek] van egy igazán gazdag, erős hangszíne, ami nagyon kevés embernek van. Nagyon jó hangja van, nagyon erős”. Míg az I Look to You kritikájában Ann Powers, a Los Angeles Times zenekritikusa azt írja: „[Houston hangja] műemlékként áll a 20. századi pop táján, meghatározva koruk arculatát, menedéket nyújtva milliók álmainak és inspirálva számtalan imitátor felfelé ívelő karrierjét", hozzátéve: "Amikor a legjobb formáját hozta, semmi sem érhetett fel hatalmas, tiszta, nyugodt mezzoszopránjához”.
Lauren Everitt a BBC News munkatársa a Houston felvételén használt melizmáról és annak hatásáról nyilatkozott. „Whitney Houston I Will Always Love You című dalában egy 'I'-t közel hat másodpercig tart. Ezekben a másodpercekben az egykori gospelénekesnőből lett popsztár különböző hangokat pakol bele egyetlen szótagba” – fogalmazott Everitt. „A technika az egész dalban megismétlődik, a legkifejezettebben minden egyes 'I'-nél és 'you'-nál. Az énektechnikát melizmának hívják, és imitátorok sokaságát inspirálta. Lehet, hogy Houston előtt más művészek is használták, de Dolly Parton szerelmes dalának előadása volt az, ami a 90-es években a mainstreambe tolta a technikát. [ ... ] De amit Houston talán a legjobban eltalált, az a mértéktartás volt.” Everitt szerint a „túlénekléstől” hemzsegő valóságshow-k légkörében könnyű értékelni Houston képességét, hogy a melizmát a megfelelő pillanatra tartogatta.
Houston énekstílusa jelentős hatással volt a zeneiparra. Linda Lister szerint a Divaficationː The Deification of Modern Female Pop Stars című könyvében az 1990-es évekbeli befolyása miatt a „pop királynőjének” nevezték, kereskedelmi szempontból Mariah Carey-vel és Celine Dionnal vetekedve. Stephen Holden, a The New York Times munkatársa Houston 1993. július 20-i Radio City Music Hall koncertjéről írt kritikájában dicsérte az énekesnő viselkedését: „Whitney Houston azon kevés kortárs popsztárok egyike, akikről azt lehet mondani: a hang elég. Míg szinte minden előadó, akinek albumai milliós példányszámban fogynak, előveszi a szórakoztatóipari trükkök tárházát, a viccelődéstől a táncon át a cirkuszi pirotechnikáig, Ms. Houston inkább csak áll és énekel”. Az éneklési stílusával kapcsolatban hozzátette: „Stílusjegyei – a dal közepén felcsendülő, borzongató melizmák, a frázisok végén felcsendülő, szinte lélegzetvétel nélküli feldobottságot sugalló, pörgős ékesítések – zenei és érzelmi villanásokkal ruházzák fel interpretációit”.
Houston későbbiekben hangi problémákkal küzdött. Gary Catona énektanár, aki 2005-ben kezdett el dolgozni Houstonnal, kijelentette: „Amikor 2005-ben elkezdtem vele dolgozni, a hangja 99,9 százalékát elvesztette ... Alig tudott beszélni, nemhogy énekelni. Az életmódbeli döntései miatt szinte teljesen megrekedt.” Houston halála után Catona azt állította, hogy Houston hangja „körülbelül 75-80 százalékát” érte el korábbi kapacitásának, miután dolgozott vele. Az I Look to You megjelenését követő világkörüli turné során azonban „YouTube-videók kerültek felszínre, amelyeken [Houston] hangja elcsúszott, látszólag képtelen volt megtartani azokat a hangokat, amelyekről ismert volt”.
Ami a zenei stílusát illeti, Houston előadásai a műfajok széles skáláját foglalták magukba, beleértve az R&B, pop, rock, soul, gospel, funk, dance, Latin pop, diszkó, house, hip hop soul, new jack swing, opera, Reggae, és karácsonyi/ünnepi stílusokat. Felvételeinek lírai témái elsősorban a szerelemről, társadalmi, vallási és feminista témákról szólnak. A Rock and Roll Hall of Fame kijelentette: „A hangzása számos előadóval, köztük Stevie Wonderrel, Luther Vandrossszal, Babyface-szel, Missy Elliottal, Bobby Brownnal és Mariah Careyvel való együttműködés révén bővült”. Az AllMusic megjegyezte, hogy „Houston egyforma ügyességgel tudta kezelni a hatalmas felnőtt kortárs balladákat, a pezsgő, stílusos dance-popot és a modern nagyvárosi soul-t”.

## Öröksége és hatása

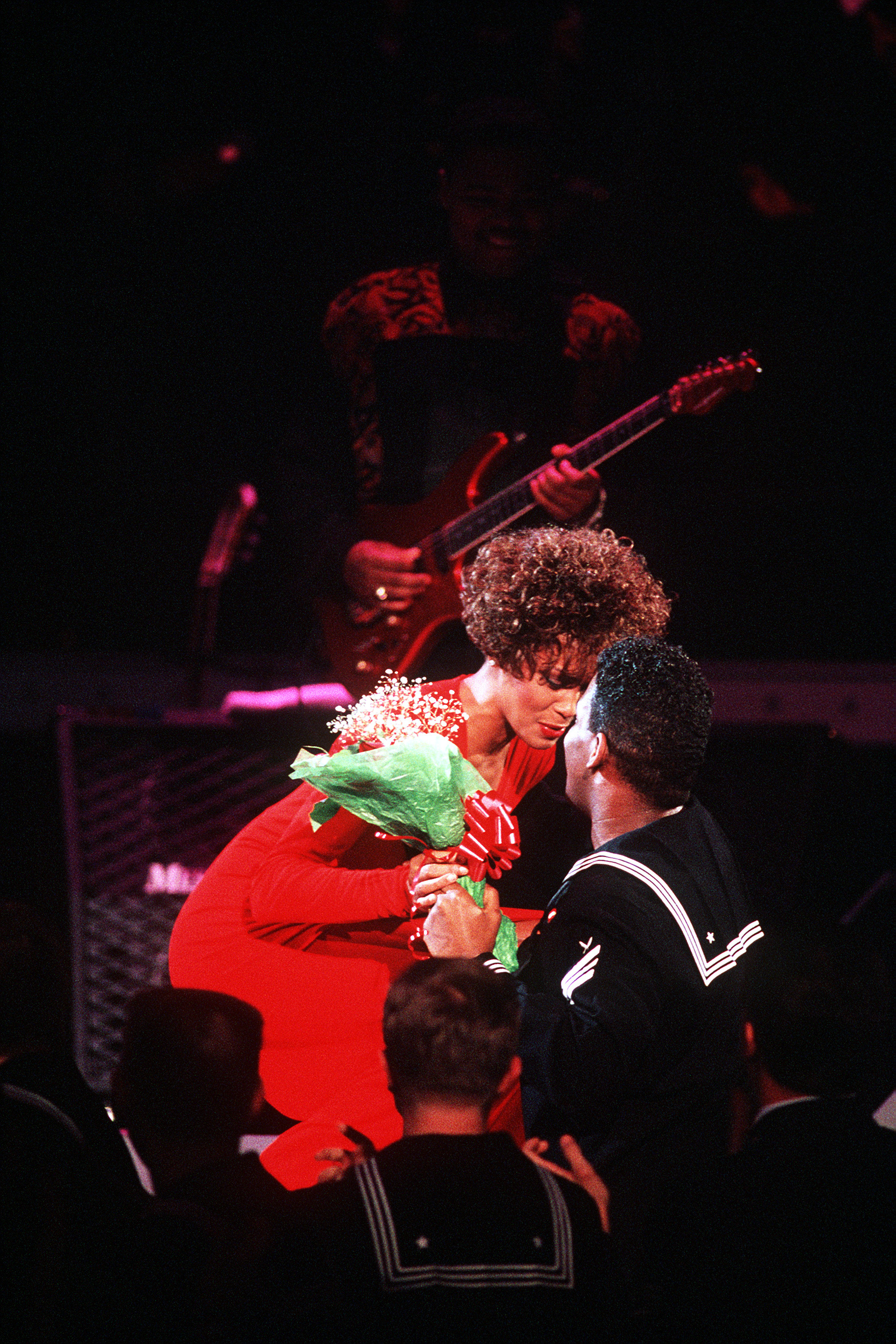
Houston a Where Do Broken Hearts Go című dalt adja elő az HBO által közvetített Welcome Home Heroes című koncertjén

Houstont minden idők egyik legnagyobb énekesnőjeként és kulturális ikonjaként tartják számon. A történelem egyik legnagyobb hatású R&B előadójaként is emlegetik.
Az 1980-as években az MTV sokáig ellenállt, és számos kritikát kapott, amiért nem játszotta a színesbőrű előadók videóklipjeit. Michael Jackson áttörte a fekete férfiak számára a korlátot, Houston pedig ugyanezt tette a nők körében. Ő lett az első fekete nő, akinek a How Will I Know című videoklipjét nagy rotációban játszottak a csatornán.
A fekete női művészek, mint Janet Jackson és Anita Baker, részben azért voltak sikeresek a könnyűzenében, mert Houston megnyitotta az utat. Baker így nyilatkozott: „Whitney és Sade tettei miatt nyílt lehetőség számomra... A rádióállomások számára a fekete énekesnők már nem tabuk.”
Az AllMusic megjegyezte, hogy hozzájárult a fekete művészek sikeréhez a popszíntéren. A The New York Times szerint „Houston volt a fekete zenén belüli mozgalom egyik fő katalizátora, amely segítette a soul, a pop, a jazz és a gospel vokális hagyományainak fennmaradását”. Richard Corliss a Time magazintól így kommentálta a különböző akadályokat áttörő kezdeti sikereit:
„Első albumának tíz felvétele közül hat ballada volt. Ennek a sanzonénekesnőnek [Houston] kemény rockdalokkal kellett megküzdenie. Az ifjú hölgynek a macsó rock öltözőjében kellett megállnia a helyét. A soul-strázsának el kellett csábítania egy olyan zenei közönséget, amely kevés fekete művészt avatott szupersztárrá. [ ... ] Ő volt a jelenség, amely csak arra várt, hogy megtörténjen, ügyesen kiaknázva a hallgatóság vágyát a zenei középútra való visszatérésre. És mivel minden új sztár megteremti a saját műfaját, sikere segített más feketéknek, más nőknek, más könnyűzenei énekeseknek, hogy lelkes fogadtatásra találjanak a poppiacon.”

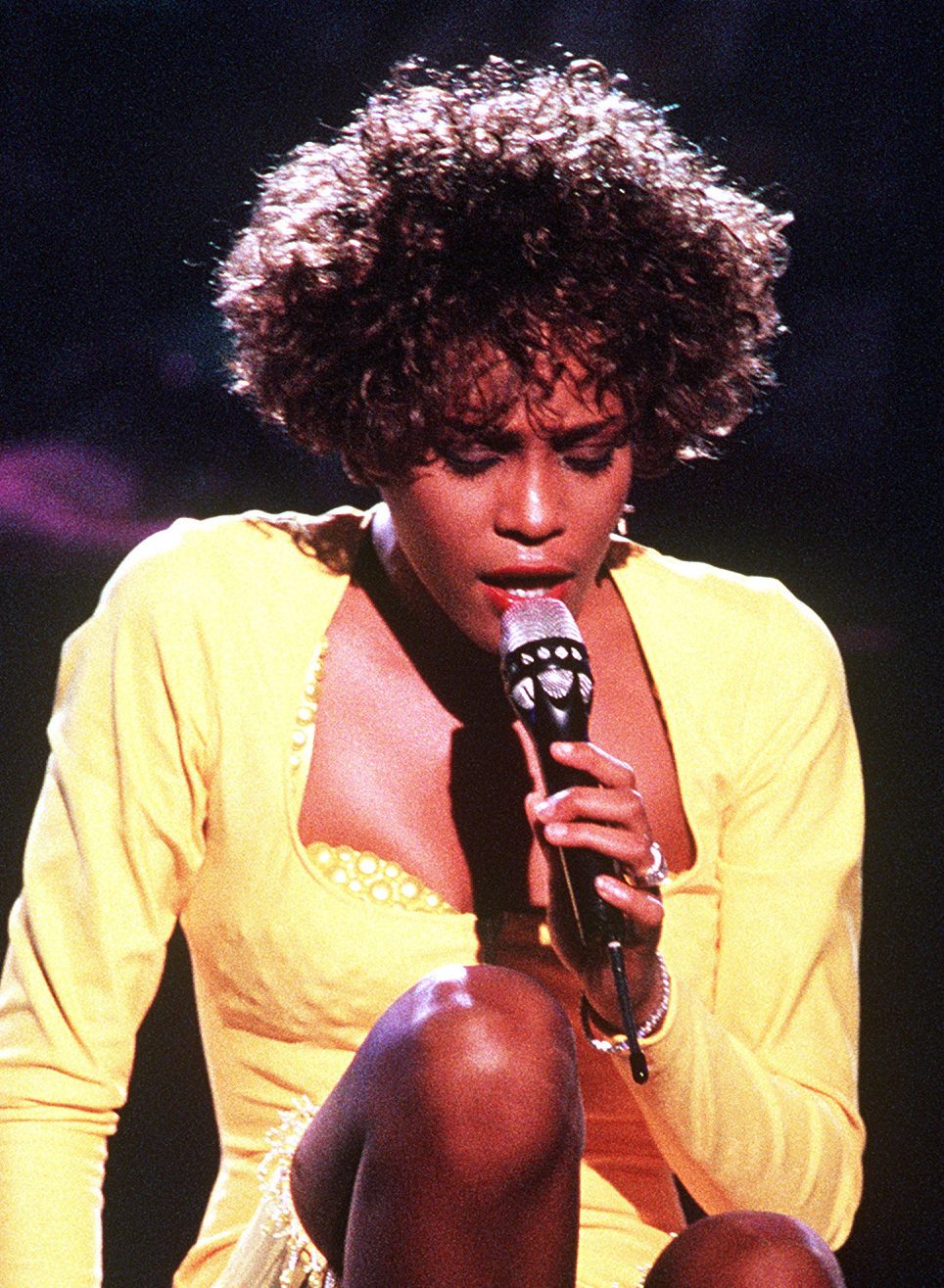
Houston énekesek generációira volt hatással

Stephen Holden, a The New York Times munkatársa szerint Houston „újjáélesztette az erős gospel-orientált pop-soul éneklés hagyományát”. Ann Powers a Los Angeles Times-tól „nemzeti kincsként” emlegette Houstont. Jon Caramanica, a The New York Times másik zenekritikusa „az R&B nagy modernizálójának” nevezte Houstont, hozzátéve, hogy „lassan, de biztosan összehangolja az egyház ambícióit és dicséretét a test mozgalmaival és igényeivel, valamint a mainstream ragyogásával”. Összehasonlítást is vont Houston hatása és az 1980-as évek popjának más nagy nevei között:
„Michael Jackson és Madonna mellett ő volt az 1980-as évek popzenéjének egyik meghatározó alakja, bár stratégiája sokkal kevésbé volt radikális, mint társaié. Jackson és Madonna felváltva voltak erotikusak és durvák, és ami döntő fontosságú, hajlandóak voltak hagyni, hogy a produkciójuk hangosabban szóljon, mint a hangjuk, amivel Ms Houston soha nem élt. Emellett kevésbé volt produktív, mint bármelyikük, hírnevét leginkább az 1985 és 1992 között kiadott első három szólóalbumával és egy filmzenei albummal szerezte meg. Ha az azóta eltelt években kisebb befolyással bírt, mint ők, az csak azért volt, mert az ő tehetsége olyan ritka volt, hogy lehetetlen volt utánozni. Jackson és Madonna a hangjuk köré építettek világot; Houston kisasszony hangja volt maga a világkép. Inkább csodálandó volt, mint utánozandó, akár csak egy múzeumi darab.”
A The Independent zenekritikusa, Andy Gill is írt Houston hatásáról a modern R&B-re és az énekversenyekre, Michael Jacksonéhoz hasonlítva azt. „Mert Whitney minden más művésznél – Michael Jacksont is beleértve – jobban, mint bármely más előadó gyakorlatilag kijelölte a modern R&B irányvonalát, megszabta a soul vokálok színvonalát, és megteremtette az eredeti mintát arra, amit ma már rutinszerűen 'soul dívának' nevezünk” – fogalmazott Gill. „Jackson kétségtelenül rendkívül tehetséges ikon volt, de legalább annyira (talán még inkább) emlékezni fognak rá előadói képességei, káprázatos táncmozdulatai, mint zenei újításai miatt. Whitney viszont egyszerűen csak énekelt, és a hangjának hullámzása továbbra is uralja a popvilágot”. Gill szerint „a mai televíziós tehetségkutató műsorokban kevés, ha egyáltalán van Jackson-imitátor, de minden második versenyző Whitney-utánzó, aki kétségbeesetten próbálja utánozni az énekbeli hatásoknak azt a csodálatos kombinációját – az áramló melizmát, a szárnyaló mezzoszoprán magabiztosságot, amely a sorok végeit a magasabb vágyakozás birodalmaiba vitte”.
Hasonlóképpen, Steve Huey az Allmusic-tól azt írta, hogy Houston csodálatos technikájának árnyéka még mindig ott lebeg szinte minden popdíva és más nagyvárosi soul énekes – férfi vagy nő – nyomában, és imitátorok légióját szülte. A Rolling Stone szerint Houston „újradefiniálta a női soul ikon képét, és olyan énekesnőket inspirált, mint Mariah Carey és Rihanna”. A magazin a 34. helyre helyezte őt a „Minden idők 100 legjobb énekesnője” listáján. Több mint egy évtizeddel később, 2023-ban Houston a második helyre került, Aretha Franklin mögé. Az Essence az ötödik helyre sorolta Houstont a valaha volt 50 legbefolyásosabb R&B-sztár listáján, és úgy nevezte mint „a díva, aki minden dívának véget vet”. 2022 októberében ugyanez a magazin az első helyre sorolta Houstont minden idők tíz legnagyobb R&B szólóénekesének listáján.
Számos előadó elismerte Whitney hatását és inspirációját, köztük Michael Jackson, Taylor Swift, Rihanna, Beyoncé, Sam Smith, Britney Spears, Lady Gaga, Celine Dion, Adele, Lucky Daye, Demi Lovato, Kelly Clarkson, Nicole Scherzinger, Kelly Rowland, Toni Braxton, Ashanti, Deborah Cox, Robin Thicke, Ciara, Brandy, Monica, LeAnn Rimes, Melanie Fiona, Jennifer Hudson, Christina Aguilera, Jordin Sparks, Alicia Keys, Leona Lewis, Ariana Grande, Mariah Carey, Jennifer Lopez, és Nicki Minaj.

## Díjak és elismerések

Houston viaszfigurája a washingtoni Madame Tussauds panoptikumban

Houston számos elismerést nyert, többek között két Emmy-díjat, nyolc Grammy-díjat (köztük két Grammy Hall of Fame kitüntetést), tizennégy World Music Awards-díjat, tizenhat Billboard Music Awards-díjat (összesen 46 Billboard-díjat) és huszonkét American Music Awards-díjat. Houston tartja a legtöbb American Music Awards rekordját, amelyet egy nő egy év alatt kapott, nyolc győzelemmel 1994-ben (Michael Jacksonnal holtversenyben). Houston volt az első előadó a Billboard Music Awards-on, aki egy este alatt több mint 11 díjat nyert a negyedik alkalommal megrendezett díjátadón 1993-ban, ami akkor Guinness-rekordot jelentett. Houston továbbra is tartja az egy év alatt legtöbb WMA-díjat nyert előadó rekordját: 1994-ben, a hatodik World Music Awards-on öt trófeát nyert. Houston egyben a legtöbb Guinness-rekorddal rendelkező fekete női előadó is a történelemben: 30-at tart.
1996-ban, tizenegy évvel azután, hogy a BET-en debütált a You Give Good Love című dalához készült klipjével, Houston lett az első női díjazott a BET Walk of Fame-en, és 33 évesen a legfiatalabb, aki valaha is megkapta ezt a kitüntetést. Öt évvel később, 2001-ben Houston volt az első művész, aki megkapta a BET-életműdíját. Houston egyben a legfiatalabb kitüntetett is, hiszen mindössze 37 évesen kapta meg az elismerést. A BET 2010-ben ismét kitüntette őt, amikor a The BET Honors díját kapta meg. Houston egyike annak a két művésznek, aki mindhárom kitüntetést megkapta a BET hálózattól.
2003 májusában Houston a harmadik helyre került a VH1 „A videóklipes korszak 50 legnépszerűbb nője” listáján. 2008-ban a Billboard magazin az amerikai kislemezlista 50. évfordulója alkalmából kiadta a Hot 100 All-Time Top Artists listáját, amelyen Houston a kilencedik helyen szerepelt. Hasonlóképpen a VH1 2010 szeptemberében a „Minden idők 100 legjobb előadója” közé sorolta. 2010 novemberében a Billboard kiadta a „Top 50 R&B/Hip-Hop Artists of the Past 25 Years” listáját, és Houston a harmadik helyre került, aki nem csak nyolc első helyezést ért el az R&B/Hip-Hop Songs listán, de öt első helyezést ért el az R&B/Hip-Hop Albums listán is.
Houston debütáló albumát a Rolling Stone magazin minden idők 500 legjobb albuma közé sorolta, és a Rock and Roll Hall of Fame Definitive 200-as listáján is szerepel. 2004-ben a Billboard a 110 zenei mérföldkő közé választotta első lemezének sikerét a slágerlistákon. Houston belépését a zeneiparba az USA Today 2007-es felmérése szerint az elmúlt 25 év 25 zenei mérföldkövei között tartják számon. Megállapította, hogy ő egyengette az utat Mariah Carey toplistás vokáltornája előtt. 2015-ben a Billboard „35 Greatest R&B Artists Of All Time” listáján a kilencedik helyen szerepelt (nőként a második).
Houston minden idők egyik legsikeresebb előadója, több mint 220 millió eladott lemezzel világszerte. Ő a 20. század legkelendőbb női R&B előadója is. Houston több fizikai kislemezt adott el, mint bármely más női szólóelőadó a történelemben. Az Amerikai Hanglemezgyártók Szövetsége  szerint 2023-ig bezárólag 61 millió hitelesített albumeladással az Egyesült Államok egyik legkelendőbb előadója. Houston hét stúdióalbumot és két filmzenei albumot adott ki, amelyek mindegyike gyémánt, többszörös platina vagy platina minősítést kapott.
1993 novemberében Houston lett az első női szólóelőadó, aki albuma gyémántlemez lett, amikor a The Bodyguard című filmzene tízszeres platina minősítést kapott. 1994 januárjában ő lett az első szólóelőadó, aki két gyémántlemezt is szerzett, miután bemutatkozó albuma, a Whitney Houston szintén tízszeres platina minősítést kapott az Egyesült Államokban. 2020 októberében az 1987-es Whitney című lemeze is gyémánt minősítést kapott, így Houston lett az első és egyetlen fekete előadó, akinek három gyémánt minősítésű albuma van. Ez a három album minden idők legkelendőbb albumai közé tartozik. Houston az egyetlen fekete női előadó, akinek több mint hat olyan albuma van, amelyből világszerte legalább tízmillió példányt adtak el. A The Bodyguard továbbra is minden idők legkelendőbb filmzenei albuma, valamint minden idők legkelendőbb női albuma, több mint 50 millió eladott példányszámmal. Houston I Will Always Love You című dala lett a zenetörténelem legkelendőbb női fizikai kislemeze, valamint minden idők legkelendőbb kislemeze fekete előadótól, több mint 20 millió eladott példánnyal világszerte. Az 1996-os The Preacher’s Wife című filmzene minden idők legkelendőbb gospelalbuma.
1997-ben a New Jersey állambeli East Orange-ban található Franklin School-t átkeresztelték The Whitney E. Houston Academy School of Creative and Performing Arts-ra. A louisianai Grambling Állami Egyetem tiszteletbeli bölcsészdoktori címet adományozott neki. Houstont 2013-ban beiktatták a New Jersey-i Hírességek Csarnokába. 2014 augusztusában beiktatták a Rhythm and Blues Music Hall of Fame hivatalos, második fokozatába. 2020. január 15-én, több mint 35 évvel első lemezének megjelenése után és mérföldkőnek számító debütálásának 35. évfordulóján Houstont az első jelölése után beiktatták a Rock and Roll Hall of Fame-be. 2020 márciusában a Kongresszusi Könyvtár bejelentette, hogy Houston 1992-es I Will Always Love You című kislemeze bekerült a Nemzeti Hangfelvétel Nyilvántartásba, amely az amerikai zenei életben betöltött „kulturális, történelmi és esztétikai jelentőségük” miatt „megőrzésre érdemes zenei kincsek” listáját tartalmazza. 2020 októberében az I Will Always Love You videóklipje meghaladta az 1 milliárdos nézettséget a YouTube-on, és ezzel Houston lett az első 20. századi szólóelőadó, akinek videóklipje elérte ezt a mérföldkövet. 2023 májusában Houston egyike volt az első tizenhárom művésznek, aki megkapta a BPI által odaítélt Brits Billion Award-díjat, amiért elérte az 1 milliárdos karrier-streamet az Egyesült Királyságban. 2023 júliusában Houston lett az első olyan szólóelőadó, aki az 1980-as években debütált, és akinek egy dalát több mint egymilliárdszor streamelték, miután 1987-es slágere, az I Wanna Dance with Somebody (Who Loves Me) elérte ezt a teljesítményt. A New Jersey Hall of Fame 2023 decemberében avatta fel a Garden State Parkway-en található Whitney Houston-pihenőhelyet, amelyet korábban Vauxhal-pihenőhelyként ismertek. A New Jersey Hall of Fame kifejtette, hogy az átnevezés része volt „a folyamatban lévő programjuknak, amelynek keretében a Garden State Parkway szervizterületeinek róluk való átnevezésével és a róluk szóló kiállítások létrehozásával tisztelegnek a beiktatottak előtt”. Houston csatlakozott más New Jersey-i hírességekhez, például Toni Morrisonhoz, Frank Sinatrához, Celia Cruzhoz és Jon Bon Jovihoz, akikről szervizterületeket neveztek el.

## Jótékonysági tevékenységek
Houston hosszú ideig támogatott számos jótékonysági szervezetet szerte a világon. 1989-ben létrehozta a Whitney Houston Alapítványt a gyermekekért. Ez orvosi segítséget nyújtott beteg és hajléktalan gyerekeknek, küzdött a gyermekbántalmazás megelőzéséért, olvasni tanította a gyerekeket, belvárosi parkokat és játszótereket hozott létre, és főiskolai ösztöndíjakat adott, köztük egyet a Juilliard Schoolba.
Egy 1988-as Madison Square Garden-i koncerten Houston több mint 250 000 dollárt gyűjtött a United Negro College Fund (UNCF) számára.
Houston a The Star-Spangled Banner 1991-es Super Bowl XXV előadásának teljes bevételét az Öbölháborúban szolgáló katonáknak és családjaiknak adományozta. A lemezkiadó követte a példáját, és ennek eredményeként beválasztották az Amerikai Vöröskereszt igazgatótanácsába. A 2001-es terrortámadásokat követően Houston újra kiadta a The Star-Spangled Bannert, hogy támogassa a New York-i tűzoltók 9/11 katasztrófa segélyalapját és a New York-i Rendőrség Testvéri Rendjét. Lemondott a jogdíjjogairól a dal után, amely 2001 októberében a slágerlisták első helyére került, és több mint 1 millió dollárt hozott.
Houston az 1980-as években visszautasította, hogy fellépjen Dél-Afrikában az apartheid-korszak alatt. Az 1988-as londoni Freedomfest fellépésén való részvétele (az akkor bebörtönzött Nelson Mandela tiszteletére) felkeltette más zenészek és a média figyelmét.
Emellett Houston az AIDS-veszély első évtizedében a HIV és az AIDS elleni küzdelem aktivistájává vált. A Whitney Houston Foundation for Children (Whitney Houston Alapítvány a Gyermekekért) többek között a HIV/AIDS-ben szenvedő gyermekek megsegítésére összpontosított. 1990-ben Whitney részt vett az Arista Records 15. évfordulós gáláján, amely egy AIDS jótékonysági rendezvény volt, ahol elénekelte az I Wanna Dance with Somebody (Who Loves Me), a Greatest Love of All és az unokatestvérével, Dionne Warwickkal a That’s What Friends Are For című számokat. Egy évvel később, 1991 szeptemberében Whitney részt vett a Reach Out & Touch Someone AIDS elleni londoni virrasztáson, miközben befejezte történelmi, tíznapos rezidenciáját a londoni Wembley Arénában; ott az AIDS-kutatás fontosságát és a HIV-stigma kezelését hangsúlyozta.
A homoszexuálisok ikonjaként való hatását jelezve, 1999 júniusában, a My Love Is Your Love albumot népszerűsítő turnéja közepén Whitney meglepetésszerűen fellépett a 13. New York-i éves New York-i Leszbikus és Meleg Büszkeség Bálon, amelynek címe Dance 13ː The Last Dance of the Century volt, a város egyik West Side-i mólójánál. Az Instinct magazin szerint Houston előre be nem jelentett fellépése a Piersben "egy új korszakot indított el, amely végül gyakorlatilag mindennapossá tette a magas rangú művészek LMBTQ-rendezvényeken való fellépését". Mielőtt színpadra lépett volna, Houstont az MTV-től John Norris megkérdezte, miért döntött úgy, hogy részt vesz az eseményen, Houston azt válaszolta: „mindannyian Isten gyermekei vagyunk, édesem”.

## Dokumentumfilmek és ábrázolása a filmvásznon
Houston 2012-ben bekövetkezett hirtelen halála óta életéről, karrierjéről és haláláról számos dokumentumfilm és különkiadás készült. A Whitney: Can I Be Me című televíziós dokumentumfilmet 2017. augusztus 25-én sugározta a Showtime. A filmet Nick Broomfield rendezte.
2016. április 27-én jelentették be, hogy Kevin Macdonald az Altitude filmgyártó csapattal, az Amy Winehouse életét feldolgozó Amy (2015) című dokumentumfilmjének producereivel együtt fog dolgozni egy új dokumentumfilmen, amely Houston életén és halálán alapul. Ez az első dokumentumfilm, amelyet Houston örökösei engedélyeztek. Ezt a Whitney című filmet a 2018-as cannes-i filmfesztiválon mutatták be, és 2018. július 6-án került a nemzetközi mozikba.
A Lifetime 2021-ben mutatta be a Whitney Houston & Bobbi Kristina: Didn't We Almost Have It All című dokumentumfilmet, amelyet az Atlanta Journal-Constitution című lap „...kevésbé leleplezőnek, mint inkább a két nő iránti szeretetteljes tiszteletadásnak” nevezett. Halálának tizedik évfordulóján az ESPN harminc perces dokumentumfilmet vetített Houston 1991-es híres, The Star Spangled Banner előadásáról a Super Bowl XXV-n.
2015-ben a Lifetime bemutatta a Whitney című életrajzi filmet, amely megemlíti, hogy Whitney Houston a neves televíziós színésznő Whitney Blake-ről, Meredith Baxter, a Family Ties című tévésorozat sztárjának édesanyjáról kapta a nevét. A filmet Houston Az igazira várva című filmjének társszereplője, Angela Bassett rendezte, Houstont pedig Yaya DaCosta modell alakította.
2020 áprilisában bejelentették, hogy Houston életén alapuló életrajzi filmet készítenek I Wanna Dance with Somebody címmel, amelynek forgatókönyvét a Bohém rapszódia forgatókönyvírója, Anthony McCarten írja, a rendező pedig Kasi Lemmons. Az életrajzi film mögött Clive Davis, a Houston-örökség és a Primary Wave állt, gyártója pedig a Sony Pictures & TriStar Pictures. 2020. december 15-én jelentették be, hogy Naomi Ackie színésznőt választották Houston megformálására. A filmet 2022. december 23-án mutatták be, és mintegy 60 millió dolláros bevételt hozott, ezzel a Tina Turner-életrajzi film, a What’s Love Got to Do with It után az egyik legnagyobb bevételt hozó, afroamerikai női történelmi személyiségen alapuló életrajzi film lett.
A felsorolt színésznők mindegyike alakította Houstont:
- Whitney – Yaya DaCosta, 2015
- Bobbi Kristina – Demetria McKinney, 2017
- The Bobby Brown Story – Gabrielle Dennis, 2018
- Selena: The Series – Shauntè Massard, 2021 (S2, E6)
- I Wanna Dance with Somebody – Naomi Ackie, 2022

## Diszkográfia
- Whitney Houston (1985)
- Whitney (1987)
- I’m Your Baby Tonight (1990)
- My Love Is Your Love (1998)
- Just Whitney (2002)
- One Wish: The Holiday Album (2003)
- I Look to You (2009)

## Filmográfia
- Több mint testőr (1992)
- Az igazira várva (1995)
- Kinek a papné (1996)
- Hamupipőke (1997)
- Sparkle (2012)
- Whitney: Can I Be Me (2017)
- Whitney (2018)

## Turnék

### Önálló előadóként
- US Summer Tour (1985)
- The Greatest Love World Tour (1986)
- Moment of Truth World Tour (1987–1988)
- Feels So Right Tour (1990)
- I’m Your Baby Tonight World Tour (1991)
- The Bodyguard World Tour (1993–1994)
- Pacific Rim Tour (1997)
- The European Tour (1998)
- My Love Is Your Love World Tour (1999)
- Nothing but Love World Tour (2009–2010)
- Whitney Houston Hologram Tour (2020)

### Társelőadóként
- Soul Divas Tour (2004)